# الملكية في المملكة المتحدة
النظام الملكي في المملكة المتحدة (بالإنجليزية: Monarchy of the United Kingdom) ويسمى أيضا النظام الملكي البريطاني (الملكية البريطانية)، هي الملكية الدستورية للمملكة المتحدة ذات صلاحيات محدودة في المملكة المتحدة والاقاليم في الخارج ودول الكومنولث، وتوابعها (بيليويك غيرنسي، وبيليويك جيرسي وجزيرة مان) وأقاليمها فيما وراء البحار. الملك تشارلز الثالث هو الملك الحالي ورئيس الدولة، الذي اعتلى العرش عام 2022. الملك الحالي تشارلز الثالث والذي تولى الحكم منذ 8 سبتمبر 2022. يمثل وحدة الشعب وتقتصر مهامه على تكليف تشكيل الحكومة بعد الانتخابات العامة وتقتصر مهامه الأخرى في إستقبال الرسمي ويرأس الاحتفالات الرسمية والوطنية وحل البرلمان بالاستشارة وطلب من رئيس الوزراء، على الرغم من أن السلطة تنفيذية في يد الحكومة إلا أن هناك صلاحيات دستورية سنت في البرلمان تضمن هذه الصلاحيات.
يتولى الملك وعائلته المباشرة مختلف المهام الرسمية والاحتفالية والدبلوماسية والتمثيلية. بما أن الملكية دستورية، فإن الملك يقتصر على وظائف مثل منح الشرف وتعيين رئيس الوزراء، والتي يتم تنفيذها بطريقة غير حزبية. الملك هو أيضا رئيس القوات المسلحة البريطانية. على الرغم من أن السلطة التنفيذية النهائية على الحكومة لا تزال رسميًا من خلال الامتياز الملكي للملك، إلا أنه لا يجوز استخدام هذه السلطات إلا وفقًا للقوانين التي تم سنها في البرلمان، وفي الممارسة العملية، ضمن قيود الاتفاقية والسابقة. تُعرف حكومة المملكة المتحدة بحكومة صاحبة الجلالة.
كما ويحمل الملك (ة) لقب «حامي الإيمان» و«حامي العقيدة» والمقصود بها الإيمان المسيحي، إذ أن الملك (ة) الرأس الأعلى للكنيسة الأنجليكانية.
تتبع الملكية البريطانية أصولها من الممالك الصغيرة في اسكتلندا في العصور الوسطى المبكرة وإنجلترا الأنجلو ساكسونية، والتي تم دمجها في مملكتي إنجلترا واسكتلندا بحلول القرن العاشر. غزا النورمانديون إنجلترا عام 1066، وبعد ذلك أصبحت ويلز تدريجيًا أيضًا تحت سيطرة الأنجلو نورمان. اكتملت العملية في القرن الثالث عشر عندما أصبحت إمارة ويلز دولة تابعة للمملكة الإنجليزية. في غضون ذلك، بدأت ماجنا كارتا عملية تقليص السلطات السياسية للملك الإنجليزي. من عام 1603، كانت المملكتان الإنجليزية والاسكتلندية يحكمها ملك واحد. من عام 1649 إلى عام 1660، تم كسر تقاليد الملكية من قبل جمهورية كومنولث إنجلترا، التي أعقبت حروب الممالك الثلاث. استثنى قانون التسوية 1701 الروم الكاثوليك وأزواجهم من خلافة العرش الإنجليزي. في عام 1707، تم دمج مملكتي إنجلترا واسكتلندا لإنشاء مملكة بريطانيا العظمى، وفي عام 1801، انضمت مملكة أيرلندا لإنشاء المملكة المتحدة لبريطانيا العظمى وأيرلندا. كان العاهل البريطاني هو الرئيس الاسمي للإمبراطورية البريطانية الشاسعة، التي غطت ربع مساحة الأرض في العالم بأقصى حد لها في عام 1921.
في أوائل العشرينيات من القرن الماضي، اعترف وعد بلفور بتطور سيادة الإمبراطورية إلى دول منفصلة تتمتع بالحكم الذاتي داخل كومنولث الأمم. في السنوات التي أعقبت الحرب العالمية الثانية، أصبحت الغالبية العظمى من المستعمرات والأقاليم البريطانية مستقلة، مما أدى فعليًا إلى إنهاء الإمبراطورية. تبنى جورج السادس وخليفته إليزابيث الثانية لقب رئيس الكومنولث كرمز للرابطة الحرة للدول الأعضاء المستقلة. المملكة المتحدة وخمس عشرة دولة أخرى مستقلة ذات سيادة تشترك في نفس الشخص مثل ملكها تسمى عوالم الكومنولث. على الرغم من أن الملك مشترك، إلا أن كل دولة تتمتع بالسيادة ومستقلة عن الآخرين، وللملك عنوان وأسلوب وطني مختلف ومحدد ورسمي لكل مملكة.

## الوظيفة ورمزيتها

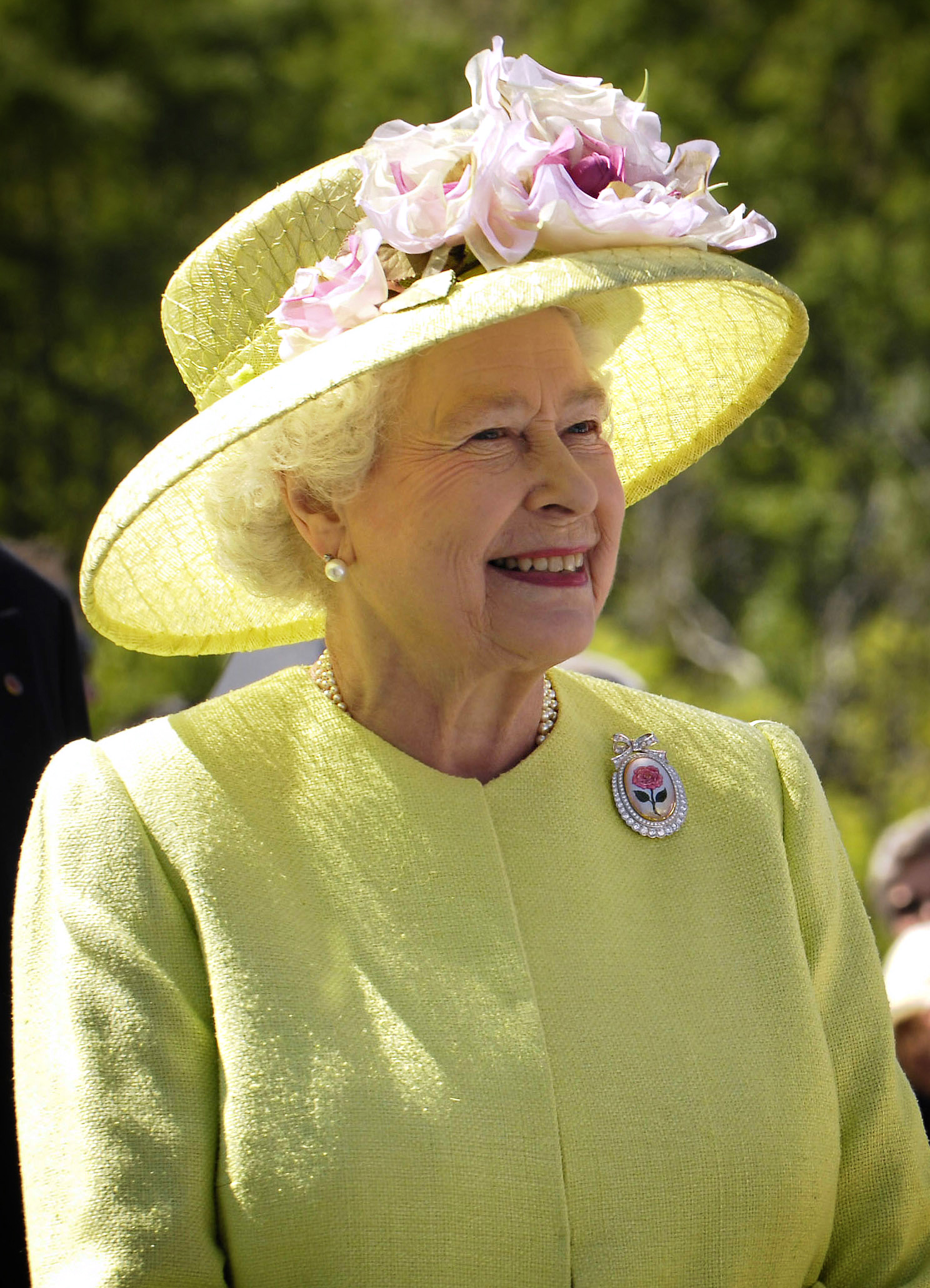
الملكة اليزابيث الثانية ملكة بريطانيا بين عامي 1952 - 2022

يملك العاهل (ة) قيمة رمزية عالية وهو رئيس الدولة، وفقا للدستور البريطاني الغير مكتوب. قسم الولاء يجب أن توضع باسمه وباسم ذريته المشروعة، وليس باسم البرلمان أو الأمة. حفظ الله الملكة (أو حفظ الله الملك في حال ملك ذكر) هو النشيد الوطني البريطاني. بالإضافة إلى ذلك، تبدو صورة الملك على الطوابع والعملات والأوراق النقدية.
على الرغم من أن صلاحيات الملك (ة) واسعة نظريا، إلا أنها محدودة في الممارسة بموجب العرف، القانون والسوابق التجريبية. يمارس حقوقه السيادية تقريبا فقط وفقا لمجلس رئيس الوزراء أو وزراء آخرين. وبالتالي، فإن آليات الدولة تتصرف نيابة عن الملكية، حتى لو كانت هذه مصنوعة من قبل العاهل شخصيا، أو معتمدة على القرارات المتخذة من قبل الآخرين. وهذا ينطبق على كل الأفعال التشريعية، التنفيذية والقضائية على حد سواء.
معظم الصلاحيات الدستورية للملك هي منذ القرن 19 محدودة في وظائف غير حزبية أغلبها تكرمية. وصف المنظّر الدستوري وولتر باجهوت، في عمله الدستور الإنجليزي لعام 1867، النظام الملكي بأنه «الجزء الكريم» للدولة. من جهة أخرى الحكومة والبرلمان بأنهما «جزء العمل». في ظروف استثنائية، في الواقع إذ يجوز للملك أن يمارس حقوقه السيادية وإلى أي مدى، سيكون مثير جدا للجدل. أي عمل من هذا النوع لم يتم الاتفاق عليه من قبل، يمكن أن يؤدي إلى أزمة دستورية.
كلما كان ذلك ضروريا، كان العاهل هو المسؤول عن تعيين رئيس جديد للوزراء وجميع الوزراء الآخرين. يُعين الوزراء الآخرون بناء على اقتراح من رئيس الوزراء، الذي بالتالي يتحكم بالحكومة. بتوافق بين القانون المألوف والغير مكتوبة والحس الدستوري، يتوجب على الملك أن يعين شخص رئيس الوزراء ممن يحظى بدعم من مجلس العموم، وعادة قادة حزب الأغلبية. يتولى رئيس الوزراء مهام منصبه في لقاء خاص مع العاهل (ة)، وهي العملية التي تعرف أيضا باسم تقبيل اليدين ("Kissing Hands").
إذا لم يحقق أي من الأحزاب أغلبية مطلقة، وهذا ما يحدث نادرا في قانون التصويت للأغلبية البريطاني، فتكون اثنين أو أكثر من الأحزاب تحالف توافقي وبالتالي الاتفاق على مرشح لمنصب رئيس الوزراء. في حال عدم الوصول تحالف، تزيد من الناحية النظرية خيارات الملك لاختيار مرشح رئاسة الوزراء. ومع ذلك، فمن المعتاد اختيار عضو من أكبر حزب. سيحيط نوع من الغموض في حالة وفاة غير متوقعة لرئيس الوزراء، بمشورة من من ينبغي تعيين الخليفة؛ المرشح سيكون أحد الوزراء أو مجلس الوزراء أو مجلس المملكة. ويمكن نظريا ان العاهل اقالة رئيس الوزراء، ولكن في الممارسة، وعلى المدى الذي ينتهي فقط من خلال الانتخابات الموت، وهزيمة أو الاستقالة. نظريا يحق للملك إقالة رئيس الوزراء، إلا انه عمليا يضل الأخير في منصبه حتى الهزيمة الانتخابية، الموت أو الاستقالة.

### الدور الدستوري
في دستور المملكة المتحدة غير المدون، الملك (المشار إليه بخلاف ذلك باسم صاحب السيادة أو «صاحب الجلالة»، المختصر جلالة الملك) هو رأس الدولة. تُستخدم صورة الملكة للدلالة على السيادة البريطانية وسلطة الحكومة - يظهر ملفها الشخصي، على سبيل المثال، على العملة،  وصورتها في المباني الحكومية. تم ذكر الملك كذلك في موضوع الأغاني والنخب المخلص والتحية. «حفظ الله الملكة» (أو، بدلاً من ذلك، «حفظ الله الملك») هو النشيد الوطني البريطاني. يتم أداء قسم الولاء للملكة وخلفائها الشرعيين.
الملك يشارك قليلا مباشرة في الحكومة. يتم تفويض قرارات ممارسة السلطات السيادية من الملك، إما عن طريق القانون أو الاتفاقية، إلى الوزراء أو مسؤولي التاج، أو الهيئات العامة الأخرى، باستثناء الملك شخصيًا. وبالتالي فإن أعمال الدولة التي تتم باسم التاج، مثل تعيينات التاج،  حتى لو قام بها الملك شخصيًا، مثل خطاب الملكة وافتتاح الولاية للبرلمان، تعتمد على القرارات المتخذة في مكان آخر:
- تمارس السلطة التشريعية من قبل الملكة في البرلمان، وبمشورة وموافقة البرلمان ومجلس اللوردات ومجلس العموم.
- تمارس السلطة التنفيذية من قبل حكومة صاحبة الجلالة، والتي تضم وزراء، في المقام الأول رئيس الوزراء ومجلس الوزراء، وهي من الناحية الفنية لجنة تابعة لمجلس الملكة الخاص. لديهم توجيهات من القوات المسلحة للتاج، والخدمة المدنية وموظفي التاج الآخرين مثل الخدمات الدبلوماسية والسرية (تتلقى الملكة تقارير استخباراتية أجنبية معينة قبل أن يفعلها رئيس الوزراء [13]).
- تناط السلطة القضائية بمختلف الهيئات القضائية في المملكة المتحدة، والتي تتمتع بالاستقلال القضائي للحكومة بموجب الدستور والقانون.[14]
- لكنيسة إنجلترا، التي يرأسها الملك، لها هياكلها التشريعية والقضائية والتنفيذية الخاصة.
- تُمنح السلطات المستقلة عن الحكومة قانونًا للهيئات العامة الأخرى بموجب قانون أو صك قانوني مثل أمر المجلس أو اللجنة الملكية أو غير ذلك.

يقتصر دور السيادة كملك دستوري إلى حد كبير على الوظائف غير الحزبية، مثل منح الشرف. تم الاعتراف بهذا الدور منذ القرن التاسع عشر. حدد الكاتب الدستوري والتر باجهوت النظام الملكي في عام 1867 بأنه «الجزء الكريم» وليس «الجزء الفعال» من الحكومة.

### الحقوق السيادية

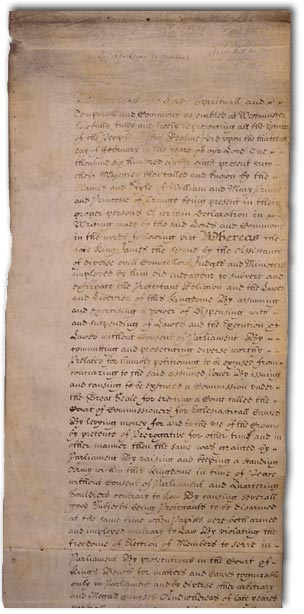
وثيقة حقوق 1689 البريطانية، التي تحد من سلطات الملك

السلطة التنفيذية للتاج هي غير مقيدة ويتم وصفها بالمصطلح العام ب«السيادة الملكية» (Royal Prerogative). نظرا لقيود عرفية عديدة تجعل العاهل يمارس حقوقه السيادية فقط بناء على مشورة من الوزراء الذين بدورهم يكونون مسؤولين أمام البرلمان; في جل الحالات، العاهل هو رئيس مجلس الوزراء أو مجلس المملكة الخاص. يلتقي العاهل أسبوعيا برئيس الوزراء قصد التشاور. يحق للعاهل التعبير عن رأيه، إلا انه يجب في نهاية المطاف تقبّل قرارات رئيس الوزراء ومجلس الوزراء (على شرط أن لديهم الأغلبية في مجلس الغرفة السفلى). وفقا لوالتر باجهوت، ضمن الملكية الدستورية للعاهل ثلاثة حقوق «الحق في أن يُستشار، الحق على التشجيع، والحق في التحذير».
على الرغم من أن حقوق السيادة واسعة جدا ولا تحتاج ممارستها موافقة البرلمان، إلا أنها تظل محدودة. العديد من الحقوق السيادية لم تعد تُستخدم أو تم نقلها نهائيا إلى البرلمان. على سبيل المثال، فإنه لا يحق للعاهل (ة) فرض وتحصيل ضرائب جديدة، مثل هذا العمل يتطلب موافقة البرلمان بالضرورة. وفقا لتقرير برلماني لعام 2002، «لا يجوز للتاج أن يسُن حقوقا سيادة جديدة»، ويجوز للبرلمان بالموافقة على قانون بإلغاء أي حق سيادي.
من صلاحيات الملكة/الملك افتتاح البرلمان، تأجيل بدئ عمله، وحله اى حل البرلمان . يبدأ كل موسم برلماني بتعيين من الملك. كما يعقبه افتتاح البرلمان (State Opening of Parliament)، حيث يُلقي العاهل خطاب العرش في قاعة مجلس اللوردات، ويعلن بذلك الأهداف التشريعية للحكومة. يتم هذا عادة بعد مرور سنة على بدء الدورة. لا يتم إنهاء الدورة البرلمانية إلا رسميا. وفي حال قرار حل البرلمان، مما ينهي الدورة البرلمانية، تتوجب انتخابات لجميع المقاعد في مجلس العموم. يتأثر توقيت قرار الحل بفعل عوامل عديدة. لا يجوز أن تستمر أي فترة تشريعية أكثر من خمس سنوات (في هذه الحالة يكون قرار إنهاء الدورة تلقائيا حسب ما سُن في قانون برلماني لسنة 1911). إلا انه في العادة لرئيس الوزراء أن يختار اللحظة المناسبة لحل البرلمان، اللحظة التي تحمي حزبه من أي ضرر سياسي. وفقا لمبادئ لاسيلس لسنة 1950 (سميت عن Lascelles Alan، السكرتير الخاص لجورج السادس.) يحق للعاهل نظريا رفض قرار حل البرلمان، لكن الظروف التي من شأنها أن تبرر مثل هذا الرفض غير واضحة. قبل أن يسري مفعول أحد القوانين الُموافق عليها عبر كل من مجلسي البرلمان، يسلزم الحصول على موافقة رسمية من الملك (Royal Assent) ، يمكن للعاهل نظريا أن يعطي أو يحجُب موافقته، إلا أنه منذ 1707 لم يُرفض أي قرار، وذلك نتيجة رفض الملكة آن لقانون حول الميلشيات في اسكتلندا.
للعاهل البريطاني علاقة مماثلة بالحكومات الإقليمية في اسكتلندا، ويلز وأيرلندا الشمالية. يعين الملكُ الوزير الأول في اسكتلندا (First Minister of Scotland) وفقا لما يُرشحه البرلمان الإسكتلندي، والوزير الأول لويلز (First Minister of Wales) وفقا للترشيح من قبل الجمعية الوطنية لويلز (National Assembly for Wales). في المسائل التي تتعلق باسكتلندا، يقرر العاهل بعد استشارة الحكومة الاسكتلندية. في الشؤون الويلزية، يبني الملك قراراته على نصيحة من رئيس الوزراء ومجلس الوزراء في المملكة المتحدة لأن الاستقلال في ويلز هو اقل توسعا. للعاهل حق النقض بالطعن في أي قانون يصدر عن الجمعية العامة في أيرلندا الشمالية وذلك في حال اعتبر وزير أيرلندا الشمالية ذلك القانون غير دستوريا.
نظريا، يحق للعاهل تسيير الجهاز الإداري للدولة، إصدار جوازات السفر، إعلان الحرب وإبرام السلام، قيادة الجنود، فضلا عن الاتفاقات والتحالفات والتفاوض على الاتفاقات الدولية والتصديق عليها. إلا إذ قد يكون لهذا الاتفاق تأثيرا على قوانين المملكة المتحدة; في هذه الحالة فموافقة البرلمان هل ضرورية. الملك هو رئيس أركان القوات المسلحة والتي تتألف من الجيش البريطاني والقوات البحرية الملكية وسلاح الجو الملكي. وهو من يعتمد السفراء والمفوضين الساميين ويستقبل الدبلوماسيين الأجانب.

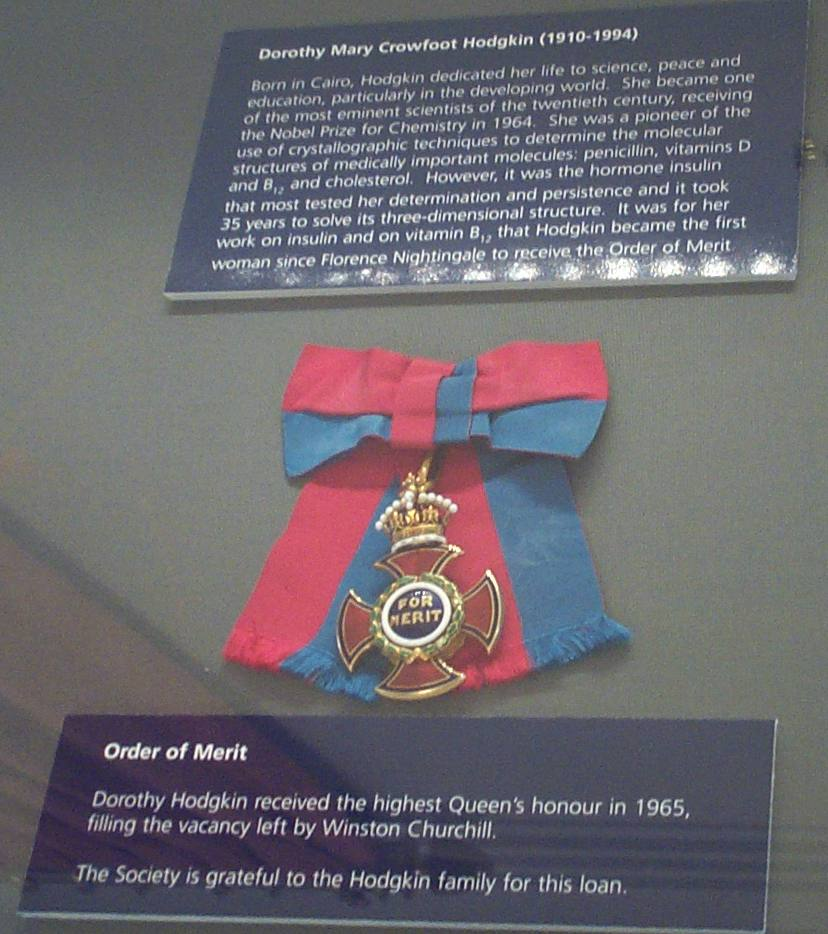
يمنح العاهل البريطاني الميداليات ووسام الإستحقاق الرفيع (Order of Merit)

يسمى العاهل البريطاني ب «ينبوع العدالة» (fount of justice). رغم أن العاهل لا يحضر شخصيا في القضايا المعروضة على المحاكم، بدلا من ذلك، فإن جميع الأنشطة القانونية تؤدى باسمه. يسُن القانون العام (Common Law) بأن العاهل لا يمكن أن يُخطئ (can do no wrong) وبالتالي في حال وقوع جريمة لا يمكن رفع دعوى ضد اسمه. يسمح قانون التاج للإجراءات (Crown Proceedings Act) لعام 1947 بدعاوى مدنية ضد الملك بصفته العمومية (وهذا يعني، ضد الحكومة). ومع ذلك، لا يمكن تقديم دعاوى قضائية ضد العاهل كشخص الخاص، أمام للعدالة. للعاهل أيضا ممارسة «حق الرحمة السيادي» (prerogative of mercy)، كما يجوز له أن يُصدر العفو أو تخفيف الأحكام.
علاوة على ذلك، فإن الملك هو «منبع الشرف أو المجد» (fount of honour) ويقدم ضمن هذه المهمة كل الشرف والكرامة للمملكة المتحدة. تستحدث المؤسسة الملكية كل ألقاب النبالة، وتُعين جميع أعضاء أوسمة الفرسان الممنوحة، وجميع تكريم الفرسان وغيرها من التكريمات صحيح أن الألقاب النبيلة والتكريمات الأخرى تُمنح وفقا لنصيحة من رئيس الوزراء، لكن هناك بعض التكريمات كهدية شخصية من الملك. وبالتالي، فهو وحده من يعين أعضاء وسام الرباط (Order of the Garter)، وسام الشوك (Order of the Thistle)، الوسام الملكي الفيكتوري (Royal Victorian Order) ووسام الاستحقاق.
تتم المصادقة على الوثائق الرسمية الهامة بالختم الأعظم للإمبراطورية (Great Seal of the Realm)، بما فيها براءات الاختراع الإبرة (حروف البراءة) المرسومات والقرارات اللازمة لتنفيذ انتخابات جديدة (writs of election). يوجد الختم الأعظم للإمبراطورية في عهدة المستشار الملكي. للمسائل التي تتعلق باسكتلندا أو أيرلندا الشمالية فقط، يُستخدم الختم الأعظم اسكتلندا (Great Seal of Scotland) وختم الأعظم لأيرلندا الشمالية (Great Seal of Northern Ireland).

### تعيين رئيس مجلس الوزراء
عند الضرورة، يكون الملك مسؤولاً عن تعيين رئيس وزراء جديد (يقوم بموجب الاتفاقية بتعيين ويمكن أن يقيل كل وزير آخر في التاج، وبالتالي يشكل الحكومة ويسيطر عليها). وفقًا للاتفاقيات الدستورية غير المكتوبة، يجب على صاحب السيادة تعيين فرد يحظى بدعم مجلس العموم، وعادةً ما يكون زعيم الحزب أو الائتلاف الذي لديه أغلبية في ذلك المجلس. يتولى رئيس الوزراء منصبه من خلال حضور الملك في جلسة خاصة، وبعد «تقبيل الأيدي» يصبح هذا التعيين ساري المفعول على الفور دون أي إجراء شكلي أو وسيلة أخرى.
في البرلمان المعلق حيث لا يمتلك أي حزب أو تحالف أغلبية، يتمتع الملك بدرجة متزايدة من الحرية في اختيار الفرد الذي يحتمل أن يحظى بأكبر قدر من الدعم، على الرغم من أنه عادة ما يكون زعيم الحزب الأكبر. منذ عام 1945، لم يكن هناك سوى ثلاثة برلمانات معلقة. الأولى بعد الانتخابات العامة في فبراير 1974 عندما تم تعيين هارولد ويلسون رئيسًا للوزراء بعد استقالة إدوارد هيث بعد فشله في تشكيل ائتلاف. على الرغم من أن حزب العمال بزعامة ويلسون لم يكن لديه أغلبية، إلا أنه كان أكبر حزب. وجاءت الثانية بعد الانتخابات العامة في مايو 2010، حيث وافق المحافظون (الحزب الأكبر) والديمقراطيون الليبراليون (ثالث أكبر حزب) على تشكيل أول حكومة ائتلافية منذ الحرب العالمية الثانية. حدث الثالث بعد ذلك بوقت قصير، في يونيو 2017، عندما خسر حزب المحافظين أغلبيته في انتخابات مبكرة، على الرغم من بقاء الحزب في السلطة كحكومة أقلية.

### حل البرلمان
في عام 1950، أكد السكرتير الخاص للملك السير آلان "تومي" لاسيليس، الذي كتب باسم مستعار إلى صحيفة التايمز، على اتفاقية دستورية: وفقًا لمبادئ لاسيليس، إذا طلبت حكومة أقلية حل البرلمان للدعوة إلى انتخابات مبكرة لتعزيز موقفها، يمكن أن يرفض الملك، ويفعل ذلك في ظل ثلاثة شروط. عندما طلب هارولد ويلسون الحل في أواخر عام 1974، منحت الملكة طلبه لأن هيث قد فشل بالفعل في تشكيل ائتلاف. أعطت الانتخابات العامة الناتجة ويلسون أغلبية صغيرة. يمكن للملك نظريًا أن يقيل رئيس الوزراء من جانب واحد، ولكن من الناحية العملية تنتهي ولاية رئيس الوزراء هذه الأيام إلا بالهزيمة الانتخابية أو الموت أو الاستقالة. كان آخر ملوك أقال رئيس الوزراء هو ويليام الرابع، الذي أقال اللورد ملبورن عام 1834. ألغى قانون البرلمانات المحددة المدة لعام 2011 سلطة الملك في حل البرلمان؛ ومع ذلك، احتفظ القانون على وجه التحديد بسلطة الملك في الامتياز، وهي سمة منتظمة في التقويم البرلماني.

### الامتياز الملكي
بعض السلطات التنفيذية للحكومة منوطة من الناحية النظرية والاسمية بالسيادة وتُعرف بالامتياز الملكي. يتصرف الملك ضمن قيود الاتفاقية والسابقة، ويمارس صلاحياته فقط بناءً على نصيحة الوزراء المسؤولين أمام البرلمان، غالبًا من خلال رئيس الوزراء أو مجلس الملكة الخاص. من الناحية العملية، لا تُمارس الصلاحيات إلا بناءً على نصيحة رئيس الوزراء - رئيس الوزراء، وليس صاحب السيادة، هو الذي يسيطر. يعقد الملك لقاء أسبوعيًا مع رئيس الوزراء ؛ لم يتم أخذ أي سجلات لهؤلاء الجماهير وتظل الإجراءات سرية تمامًا. قد يعبر الملك عن آرائه، ولكن، بصفته حاكمًا دستوريًا، يجب أن يقبل في النهاية قرارات رئيس الوزراء ومجلس الوزراء (بشرط أن يحظى بدعم المجلس). وبكلمات باجهوت: «للملك، في ظل ملكية دستورية ... ثلاثة حقوق - الحق في الاستشارة، والحق في التشجيع، والحق في التحذير».
على الرغم من أن الصلاحيات الملكية واسعة النطاق وأن الموافقة البرلمانية ليست مطلوبة رسميًا لممارستها، إلا أنها محدودة. لقد سقطت العديد من صلاحيات التاج أو تم نقلها بشكل دائم إلى البرلمان. على سبيل المثال، لا يستطيع الملك فرض ضرائب جديدة وتحصيلها ؛ يتطلب مثل هذا الإجراء تفويضًا من قانون برلماني. وفقًا لتقرير برلماني، «لا يمكن للملك أن يخترع صلاحيات امتيازية جديدة»، ويمكن للبرلمان تجاوز أي سلطة امتياز من خلال تمرير التشريعات.
وتشمل الصلاحيات الملكية صلاحيات تعيين الوزراء وعزلهم، وتنظيم الخدمة المدنية، وإصدار جوازات السفر، وإعلان الحرب، وصنع السلام، وتوجيه أعمال الجيش، والتفاوض والتصديق على المعاهدات والتحالفات والاتفاقيات الدولية. ومع ذلك، لا يمكن أن تغير المعاهدة القوانين المحلية للمملكة المتحدة ؛ قانون برلماني ضروري في مثل هذه الحالات. الملك هو قائد القوات المسلحة (البحرية الملكية، والجيش البريطاني، وسلاح الجو الملكي)، ويعتمد المفوضين الساميين والسفراء البريطانيين، ويستقبل رؤساء البعثات من الدول الأجنبية.
من صلاحيات الملك أن يستدعى البرلمان ويمثله. تبدأ كل جلسة برلمانية باستدعاء الملك. تتميز الجلسة البرلمانية الجديدة بالافتتاح الرسمي للبرلمان، حيث يقرأ الملك خطاب العرش في مجلس اللوردات، ويحدد جدول الأعمال التشريعي للحكومة. يحدث الامتداد عادةً بعد حوالي عام من بدء الجلسة، وينتهي الجلسة رسميًا. ينهي الحل الفصل البرلماني، ويليه انتخابات عامة لجميع المقاعد في مجلس العموم. تُجرى الانتخابات العامة عادةً بعد خمس سنوات من الانتخابات السابقة بموجب قانون البرلمانات المحددة المدة لعام 2011، ولكن يمكن إجراؤها في وقت أقرب إذا فقد رئيس الوزراء اقتراح الثقة، أو إذا صوت ثلثا أعضاء مجلس العموم لإجراء انتخابات مبكرة.
قبل أن يصبح مشروع القانون الذي تم تمريره من قبل المجلسين التشريعيين قانونًا، يجب الحصول على الموافقة الملكية (موافقة الملك). من الناحية النظرية، يمكن منح الموافقة (جعل مشروع القانون قانونًا) أو حجبها (معارضة مشروع القانون)، ولكن منذ عام 1707 تم منح الموافقة دائمًا.
للملك علاقة مماثلة مع الحكومات المفوضة في اسكتلندا وويلز وأيرلندا الشمالية. الملك يعين الوزير الأول لأسكتلندا بناءً على ترشيح البرلمان الاسكتلندي،  والوزير الأول لويلز بناءً على ترشيح Senedd . في الأمور الاسكتلندية، يتصرف صاحب السيادة بناءً على نصيحة الحكومة الاسكتلندية. ومع ذلك، نظرًا لأن نقل السلطة محدود في ويلز، في الأمور الويلزية، تعمل السيادة بناءً على نصيحة رئيس الوزراء ومجلس الوزراء في المملكة المتحدة. يستطيع صاحب السيادة الاعتراض على أي قانون أقرته جمعية أيرلندا الشمالية، إذا اعتبر وزير الدولة لشؤون أيرلندا الشمالية أنه غير دستوري.
يعتبر صاحب السيادة «منبع العدالة». على الرغم من أن صاحب السيادة لا يحكم شخصيًا في القضايا القضائية، إلا أن الوظائف القضائية تؤدى باسمه أو باسمها. على سبيل المثال، تُقام المحاكمات نيابة عن الملك، وتستمد المحاكم سلطتها من التاج. ينص القانون العام على أن صاحب السيادة «لا يخطئ»؛ لا يمكن مقاضاة الملك على جرائم جنائية. يسمح قانون إجراءات التاج لعام 1947 برفع دعاوى مدنية ضد التاج بصفته العامة (أي الدعاوى القضائية ضد الحكومة)، ولكن ليس الدعاوى القضائية ضد الملك شخصيًا. يمارس صاحب السيادة «حق الرأفة» الذي يستخدم للعفو عن المذنبين المدانين أو تخفيف العقوبات.
الملك هو «ينبوع الشرف»، وهو مصدر كل التكريمات والكرامات في المملكة المتحدة. يُنشئ The Crown جميع الأقران، ويعين أعضاء من رتب الفروسية، ويمنح الفروسية، ويمنح أوسمة أخرى. على الرغم من أن الأقران ومعظم الأوسمة الأخرى تُمنح بناءً على مشورة رئيس الوزراء، إلا أن بعض مراتب الشرف تكون ضمن الهبة الشخصية للملك، ولا تُمنح بناءً على مشورة وزارية. يعين الملك وحده أعضاء وسام الرباط، وسام الشوك، والنظام الملكي الفيكتوري ووسام الاستحقاق.

## التاريخ

### الملكية الإنجليزية

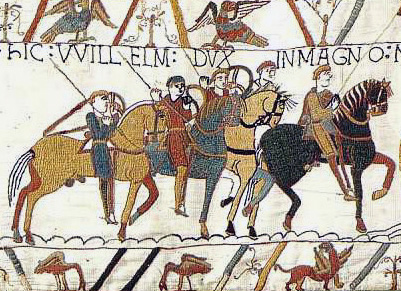
نسيج بايو يصور الفتح النورماندي عام 1066.

بعد غارات الفايكنج واستيطانهم في القرن التاسع، ظهرت مملكة ويسيكس الأنجلو ساكسونية كمملكة إنجليزية مهيمنة. أمّن ألفريد العظيم ويسيكس، وحقق الهيمنة على مرسيا الغربية، وحمل لقب «ملك الإنجليز». كان حفيده أثيلستان أول ملك يحكم مملكة وحدوية تقابل تقريبًا الحدود الحالية لإنجلترا، على الرغم من احتفاظ الأجزاء المكونة لها بهويات إقليمية قوية. شهد القرن الحادي عشر أن تصبح إنجلترا أكثر استقرارًا، على الرغم من عدد الحروب مع الدنماركيين، والتي أدت إلى ملكية دنماركية لجيل واحد. كان غزو ويليام، دوق نورماندي لإنجلترا عام 1066، أمرًا بالغ الأهمية من حيث التغيير السياسي والاجتماعي. واصل الملك الجديد مركزية السلطة التي بدأت في الفترة الأنغلوساكسونية، بينما استمر النظام الإقطاعي في التطور.
خلف ويليام اثنان من أبنائه: ويليام الثاني، ثم هنري الأول. اتخذ هنري قرارًا مثيرًا للجدل بتعيين ابنته ماتيلدا (طفله الوحيد الباقي) وريثًا له. بعد وفاة هنري عام 1135، ادعى ستيفن، أحد أحفاد ويليام الأول، العرش وتولى السلطة بدعم من معظم البارونات. تحدى ماتيلدا حكمه. نتيجة لذلك، انزلقت إنجلترا في فترة من الفوضى عُرفت باسم الفوضى. حافظ ستيفن على قبضته غير المستقرة على السلطة لكنه وافق على حل وسط يخلفه هنري ابن ماتيلدا. وبناءً على ذلك، أصبح هنري أول ملوك أنجفين في إنجلترا وأول ملك لسلالة بلانتاجنيت باسم هنري الثاني عام 1154 
شابت عهود معظم ملوك Angevin الحروب الأهلية والصراعات بين الملك والنبلاء. واجه هنري الثاني تمردات من أبنائه، ملك المستقبل ريتشارد الأول وجون. ومع ذلك، تمكن هنري من توسيع مملكته، وشكل ما يعرف بأثر رجعي باسم إمبراطورية أنجفين. عند وفاة هنري، تولى ابنه الأكبر ريتشارد العرش. كان غائبًا عن إنجلترا معظم فترة حكمه، حيث غادر للقتال في الحروب الصليبية. قُتل وهو يحاصر قلعة، وخلفه يوحنا.
تميز عهد جون بالصراع مع البارونات، لا سيما حول حدود السلطة الملكية. في عام 1215، أجبر البارونات الملك على إصدار Magna Carta (لاتينية لـ «الميثاق العظيم») لضمان حقوق وحريات النبلاء. بعد ذلك بوقت قصير، أغرقت الخلافات الأخرى إنجلترا في حرب أهلية عُرفت باسم حرب البارونات الأولى. انتهت الحرب بشكل مفاجئ بعد وفاة جون عام 1216، تاركًا التاج لابنه هنري الثالث البالغ من العمر تسع سنوات. في وقت لاحق من عهد هنري، قاد سيمون دي مونتفورت البارونات في تمرد آخر، بداية حرب البارونات الثانية. انتهت الحرب بانتصار ملكي واضح وموت العديد من المتمردين، ولكن ليس قبل أن يوافق الملك على استدعاء البرلمان عام 1265.
كان الملك التالي، إدوارد لونغشانك، أكثر نجاحًا في الحفاظ على السلطة الملكية وكان مسؤولاً عن غزو ويلز. حاول تأسيس الهيمنة الإنجليزية على اسكتلندا. ومع ذلك، فقد انعكست المكاسب في اسكتلندا في عهد خليفته إدوارد الثاني، الذي واجه أيضًا صراعًا مع النبلاء. في عام 1311، أُجبر إدوارد الثاني على التنازل عن العديد من سلطاته إلى لجنة من "الحراس" البارونيين. ومع ذلك، ساعدته الانتصارات العسكرية على استعادة السيطرة في عام 1322. ومع ذلك، في عام 1327، تم خلع إدوارد من قبل زوجته إيزابيلا. أصبح ابنه البالغ من العمر 14 عامًا إدوارد الثالث. ادعى إدوارد الثالث التاج الفرنسي، مما أدى إلى اندلاع حرب المائة عام بين إنجلترا وفرنسا.
غزت حملاته الكثير من الأراضي الفرنسية، ولكن بحلول عام 1374، فقدت كل المكاسب. تميز عهد إدوارد أيضًا بالتطور الإضافي للبرلمان، والذي تم تقسيمه إلى مجلسين. في عام 1377، توفي إدوارد الثالث، تاركًا التاج لحفيده ريتشارد الثاني البالغ من العمر 10 سنوات. مثل العديد من أسلافه، تصارع ريتشارد الثاني مع النبلاء بمحاولة تركيز السلطة بين يديه. في عام 1399، بينما كان يقوم بحملته الانتخابية في أيرلندا، استولى ابن عمه هنري بولينغبروك على السلطة. تم عزل ريتشارد وسجنه وقتل في النهاية، ربما بسبب الجوع، وأصبح هنري ملكًا لهنري الرابع.
كان هنري الرابع حفيد إدوارد الثالث وابن جون جاونت دوق لانكستر. ومن ثم، كانت سلالته تُعرف باسم بيت لانكستر. خلال معظم فترة حكمه، اضطر هنري الرابع إلى محاربة المؤامرات والتمردات. يعود نجاحه جزئيًا إلى المهارة العسكرية لابنه المستقبل هنري الخامس. كان عهد هنري الخامس، الذي بدأ عام 1413، خاليًا إلى حد كبير من الصراع الداخلي، تاركًا للملك حرية متابعة حرب المائة عام في فرنسا. على الرغم من انتصاره، إلا أن موته المفاجئ عام 1422 ترك ابنه الرضيع هنري السادس على العرش وأعطى الفرنسيين فرصة للإطاحة بالحكم الإنجليزي. أدى عدم شعبية مستشاري هنري السادس وقرينته المكروهة ظلمًا، مارغريت أنجو، بالإضافة إلى قيادته غير الفعالة، إلى إضعاف عائلة لانكستر. واجه سكان لانكاستريون تحديا من عائلة يورك، سميت بذلك لأن رأسها، وهو سليل إدوارد الثالث، كان ريتشارد، دوق يورك كان على خلاف مع الملكة. على الرغم من وفاة دوق يورك في معركة عام 1460، إلا أن ابنه الأكبر، إدوارد الرابع، قاد يوركستس إلى النصر عام 1461، وأطاح بهنري السادس ومارجريت من أنجو. كان إدوارد الرابع على خلاف دائم مع عائلة لانكاستريين ومستشاريه بعد زواجه من إليزابيث وودفيل، مع عودة قصيرة إلى السلطة لهنري السادس. انتصر إدوارد الرابع، واستعاد العرش في بارنت وقتل وريث لانكاستر، إدوارد من وستمنستر في توكيسبيري. بعد ذلك، ألقى القبض على مارجريت من أنجو، وأرسلها في النهاية إلى المنفى، ولكن ليس قبل قتل هنري السادس بينما كان محتجزًا في البرج. ومع ذلك، استمرت حروب الوردتين بشكل متقطع خلال فترة حكمه وعهد ابنه إدوارد الخامس وشقيقه ريتشارد الثالث. اختفى إدوارد الخامس، من المفترض أنه قتل على يد ريتشارد. في النهاية، بلغ الصراع ذروته في نجاح فرع لانكاستر بقيادة هنري تيودور، في عام 1485، عندما قُتل ريتشارد الثالث في معركة بوسورث فيلد. الآن الملك هنري السابع، قام بتحييد قوات يوركست المتبقية، جزئيًا عن طريق الزواج من إليزابيث يورك، وريثة يورك. من خلال المهارة والقدرة، أعاد هنري تأسيس السيادة المطلقة في العالم، وانتهت الصراعات مع النبلاء التي ابتليت بها الملوك السابقين. كان عهد هنري الثامن ملك تيودور الثاني أحد التغييرات السياسية العظيمة. الاضطرابات الدينية والخلافات مع البابا، وحقيقة أن زوجته كاثرين أراغون ولدت ابنة فقط، أدت بالملك إلى الانفصال عن الكنيسة الكاثوليكية الرومانية وتأسيس كنيسة إنجلترا (الكنيسة الأنجليكانية) وتطليق زوجته. الزواج من آن بولين.
ويلز - التي تم احتلالها قبل ذلك بقرون، لكنها ظلت ذات سيادة منفصلة - تم ضمها إلى إنجلترا بموجب قوانين ويلز 1535 و1542 . واصل ابن هنري الثامن وخليفته، الشاب إدوارد السادس، إجراء المزيد من الإصلاحات الدينية، لكن وفاته المبكرة في 1553 عجلت بأزمة الخلافة. كان حذرًا من السماح لأخته الكاثوليكية الكبرى غير الشقيقة ماري الأولى بالنجاح، وبالتالي وضع وصية بتعيين السيدة جين جراي وريثة له. ومع ذلك، فقد استمر حكم جين تسعة أيام فقط. وبدعم شعبي هائل، خلعتها ماري وأعلنت نفسها صاحبة السيادة الشرعية. تزوجت ماري الأولى فيليب من إسبانيا، الذي أعلن ملكًا وشريكًا في الحكم. تابع حروبًا كارثية في فرنسا وحاولت إعادة إنجلترا إلى الكاثوليكية الرومانية (حرق البروتستانت على المحك كزنادقة في هذه العملية). عند وفاتها عام 1558، خلفت الزوجين أختها البروتستانتية غير الشقيقة إليزابيث الأولى . عادت إنجلترا إلى البروتستانتية وواصلت نموها لتصبح قوة عالمية كبرى من خلال بناء أسطولها البحري واستكشاف العالم الجديد.

### الملكية الاسكتلندية
في اسكتلندا، كما في إنجلترا، ظهرت الممالك بعد انسحاب الإمبراطورية الرومانية من بريطانيا في أوائل القرن الخامس. كانت المجموعات الثلاث التي عاشت في اسكتلندا في ذلك الوقت هي البيكتس في الشمال الشرقي، والبريطانيون في الجنوب، بما في ذلك مملكة ستراثكلايد، وجايلز أو سكوتي (الذين أطلقوا اسمهم لاحقًا على اسكتلندا)، من التافه الأيرلنديين. مملكة دال رياتا في الغرب. يُنظر إلى كينيث ماك ألبين تقليديًا على أنه أول ملك لاسكتلندا الموحدة (المعروفة باسم سكوتيا للكتاب باللاتينية، أو ألبا للاسكتلنديين). استمر توسع السيادة الاسكتلندية على مدى القرنين التاليين، حيث تم استيعاب مناطق أخرى مثل ستراثكلايد.
لم يرث الملوك الاسكتلنديون الأوائل العرش مباشرة ؛ بدلاً من ذلك، تم اتباع عادة تانستري، حيث تناوب النظام الملكي بين الفروع المختلفة لعائلة ألبين . نتيجة لذلك، اصطدمت خطوط السلالات المتنافسة، بشكل عنيف في كثير من الأحيان. من 942 إلى 1005، قُتل سبعة ملوك متتاليين أو قُتلوا في معركة. في عام 1005، اعتلى مالكولم الثاني العرش بعد أن قتل العديد من المنافسين. واصل القضاء على المعارضة بلا رحمة، وعندما توفي عام 1034 خلفه حفيده دنكان الأول بدلاً من ابن عمه كما كان معتادًا. في عام 1040، عانى دنكان من الهزيمة في معركة على يد ماكبث، الذي قتل نفسه عام 1057 على يد ابن دنكان مالكولم . في العام التالي، بعد قتل ابن ربيب ماكبث لولاش، اعتلى مالكولم العرش باسم مالكولم الثالث.
مع سلسلة أخرى من المعارك والإفادات، أصبح خمسة من أبناء مالكولم بالإضافة إلى أحد إخوته ملكًا على التوالي. في النهاية، جاء التاج لابنه الأصغر، ديفيد الأول . خلف ديفيد حفيده مالكولم الرابع، ثم ويليام الأسد، أطول ملوك اسكتلنديين حكماً قبل اتحاد التاج . شارك وليام في تمرد ضد الملك هنري الثاني ملك إنجلترا ولكن عندما فشل التمرد، تم القبض على ويليام من قبل الإنجليز. في مقابل إطلاق سراحه، أُجبر ويليام على الاعتراف بأن هنري هو سيده الإقطاعي. وافق الملك الإنجليزي ريتشارد الأول على إنهاء الاتفاق في عام 1189، مقابل مبلغ كبير من المال كان ضروريًا للحروب الصليبية. توفي ويليام عام 1214 وخلفه ابنه ألكسندر الثاني . حاول الإسكندر الثاني، وكذلك خليفته ألكسندر الثالث، الاستيلاء على الجزر الغربية، التي كانت لا تزال تحت سيطرة النرويج. في عهد الإسكندر الثالث، شنت النرويج غزوًا غير ناجح لاسكتلندا. اعترفت معاهدة بيرث التالية بالسيطرة الاسكتلندية على الجزر الغربية والمناطق الأخرى المتنازع عليها.
أدى موت الإسكندر الثالث غير المتوقع في حادث ركوب عام 1286 إلى حدوث أزمة خلافة كبرى. ناشد القادة الاسكتلنديون الملك إدوارد الأول ملك إنجلترا للمساعدة في تحديد الوريث الشرعي. اختار إدوارد حفيدة الإسكندر النرويجية البالغة من العمر ثلاث سنوات، مارجريت . في طريقها إلى اسكتلندا عام 1290، ماتت مارغريت في البحر، وطُلب من إدوارد مرة أخرى الفصل بين 13 من المطالبين المتنافسين على العرش . تم إنشاء محكمة وبعد عامين من المداولات، أعلنت أن جون باليول ملكًا. شرع إدوارد في معاملة باليول باعتباره تابعًا، وحاول التأثير على اسكتلندا. في عام 1295، عندما تخلى باليول عن ولائه لإنجلترا، قام إدوارد الأول بغزوها. خلال السنوات العشر الأولى من حروب الاستقلال الاسكتلندية التي تلت ذلك، لم يكن لاسكتلندا ملك، حتى أعلن روبرت بروس نفسه ملكًا في عام 1306.
توجت جهود روبرت للسيطرة على اسكتلندا بالنجاح، وتم الاعتراف باستقلال اسكتلندا عام 1328. ومع ذلك، بعد عام واحد فقط، توفي روبرت وخلفه ابنه ديفيد الثاني البالغ من العمر خمس سنوات. بحجة استعادة إدوارد باليول وريث جون باليول الشرعي، غزا الإنجليز مرة أخرى عام 1332. خلال السنوات الأربع التالية، توج باليول وعُزل وعُزل وعُزل وعُزل وعُزل حتى استقر في النهاية في إنجلترا، وظل ديفيد ملكًا لمدة 35 عامًا.
توفي ديفيد الثاني بدون أطفال في عام 1371 وخلفه ابن أخيه روبرت الثاني من عائلة ستيوارت . تميزت عهود كل من روبرت الثاني وخليفته، روبرت الثالث، بتراجع عام في السلطة الملكية. عندما توفي روبرت الثالث عام 1406، كان على الحكام أن يحكموا البلاد. كان الملك، ابن روبرت الثالث، جيمس الأول، قد أسر من قبل الإنجليز. بعد دفع فدية كبيرة، عاد جيمس إلى اسكتلندا عام 1424 ؛ لاستعادة سلطته، استخدم تدابير قاسية، بما في ذلك إعدام العديد من أعدائه. اغتيل على يد مجموعة من النبلاء. واصل جيمس الثاني سياسات والده من خلال إخضاع النبلاء المؤثرين لكنه قُتل في حادث في سن الثلاثين، وتولى مجلس من الحكام السلطة مرة أخرى. هُزم جيمس الثالث في معركة ضد الإيرل الإسكتلندي المتمرد عام 1488، مما أدى إلى ملك صبي آخر: جيمس الرابع .
في عام 1513، أطلق جيمس الرابع غزوًا لإنجلترا، في محاولة للاستفادة من غياب الملك الإنجليزي هنري الثامن. واجهت قواته كارثة في فلودن فيلد . قتل الملك والعديد من كبار النبلاء ومئات الجنود. نظرًا لأن ابنه وخليفته، جيمس الخامس، كان رضيعًا، فقد استولى الحكام على الحكومة مرة أخرى. قاد جيمس الخامس حربًا كارثية أخرى مع الإنجليز في عام 1542، وتركت وفاته في نفس العام التاج في يد ابنته ماري الأولى البالغة من العمر ستة أيام. مرة أخرى، تم إنشاء وصية.
حكمت ماري، الكاثوليكية الرومانية، خلال فترة الاضطرابات الدينية الكبيرة في اسكتلندا. نتيجة لجهود الإصلاحيين مثل جون نوكس، تم تأسيس صعود بروتستانتي. تسببت ماري في القلق من زواجها من ابن عمها الكاثوليكي، اللورد دارنلي، في عام 1565. بعد اغتيال اللورد دارنلي في عام 1567، تعاقدت ماري مع إيرل بوثويل، الذي كان يشتبه على نطاق واسع في قتل دارنلي. ثار النبلاء على الملكة وأجبروها على التنازل عن العرش. هربت إلى إنجلترا، وذهب التاج إلى ابنها الرضيع جيمس السادس، الذي نشأ على أنه بروتستانتي. تم سجن ماري وإعدامها لاحقًا من قبل الملكة الإنجليزية إليزابيث الأولى.

### الاتحاد الشخصي ومرحلة الجمهورية

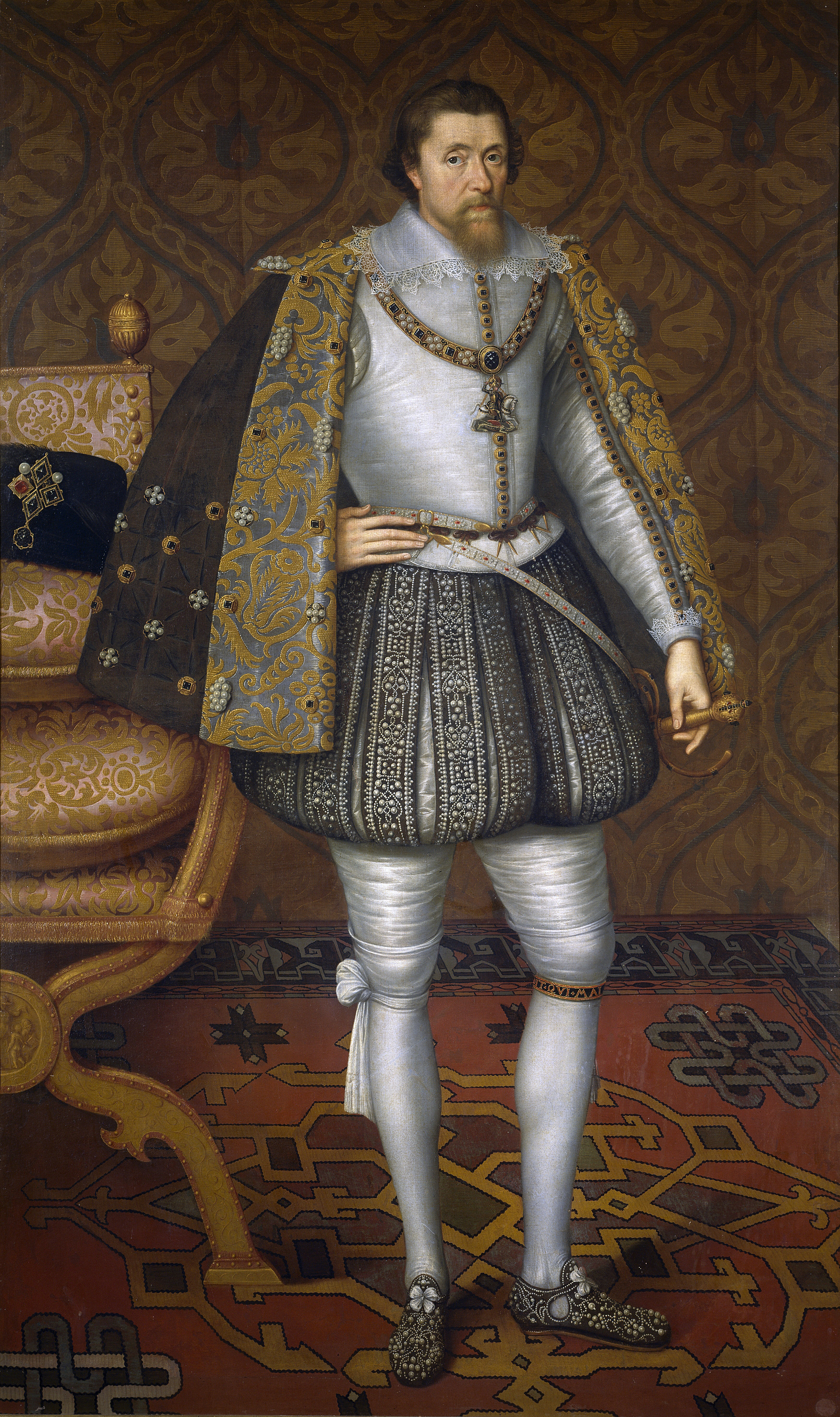
في عام 1603، أصبحت أنا وجيمس السادس أول ملك يحكم إنجلترا واسكتلندا وأيرلندا معًا.

أنهت وفاة إليزابيث الأولى عام 1603 حكم تيودور في إنجلترا. نظرًا لعدم إنجابها لأطفال، فقد خلفها العاهل الإسكتلندي جيمس السادس، الذي كان حفيد الأخت الكبرى لهنري الثامن، وبالتالي تمت إزاحة ابن عم إليزابيث الأول مرتين. حكم جيمس السادس في إنجلترا باسم جيمس الأول بعد ما كان يعرف باسم «اتحاد التيجان». على الرغم من أن إنجلترا واسكتلندا كانتا في اتحاد شخصي تحت حكم ملك واحد - أصبح جيمس الأول أول ملك نصب نفسه «ملك بريطانيا العظمى» في عام 1604  - إلا أنهما بقيتا مملكتين منفصلتين. شهد خليفة جيمس الأول، تشارلز الأول، صراعات متكررة مع البرلمان الإنجليزي فيما يتعلق بمسألة السلطات الملكية والبرلمانية، وخاصة سلطة فرض الضرائب. أثار المعارضة من خلال الحكم بدون البرلمان من عام 1629 إلى عام 1640، وفرض الضرائب من جانب واحد وتبني سياسات دينية مثيرة للجدل (كان العديد منها مسيئًا للمشيخيين الاسكتلنديين والمتشددون الإنجليز). أدت محاولته لفرض الأنجليكانية إلى تمرد منظم في اسكتلندا («حروب الأساقفة») وأشعلت حروب الممالك الثلاث . في عام 1642، وصل الصراع بين الملك والبرلمان الإنجليزي ذروته وبدأت الحرب الأهلية الإنجليزية .
وبلغت الحرب الأهلية ذروتها بإعدام الملك عام 1649، والإطاحة بالنظام الملكي الإنجليزي، وإنشاء كومنولث إنجلترا . أُعلن ابن تشارلز الأول، تشارلز الثاني، ملكًا لبريطانيا العظمى في اسكتلندا، لكنه أُجبر على الفرار إلى الخارج بعد أن غزا إنجلترا وهُزِم في معركة ورسيستر . في عام 1653، استولى أوليفر كرومويل، القائد العسكري والسياسي الأبرز في البلاد، على السلطة وأعلن نفسه اللورد الحامي (أصبح فعليًا ديكتاتورًا عسكريًا، لكنه رفض لقب الملك). حكم كرومويل حتى وفاته عام 1658، عندما خلفه ابنه ريتشارد . كان حامي اللورد الجديد قليل الاهتمام بالحكم ؛ سرعان ما استقال. أدى الافتقار إلى قيادة واضحة إلى اضطرابات مدنية وعسكرية وإلى رغبة شعبية في استعادة النظام الملكي. في عام 1660، أعيد النظام الملكي وعاد تشارلز الثاني إلى بريطانيا.
تميز عهد تشارلز الثاني بتطور الأحزاب السياسية الحديثة الأولى في إنجلترا. لم يكن لتشارلز أطفال شرعيين، وكان من المقرر أن يخلفه أخوه الكاثوليكي جيمس، دوق يورك . نشأت جهود برلمانية لاستبعاد جيمس من تسلسل الخلافة؛ أصبح «الملتمسون»، الذين دعموا الإقصاء، الحزب اليميني، في حين أصبح «الكارهون»، الذين عارضوا الإقصاء، حزب المحافظين. فشل مشروع قانون الاستبعاد ؛ في عدة مناسبات، حل تشارلز الثاني البرلمان لأنه كان يخشى أن يتم تمرير مشروع القانون. بعد حل البرلمان عام 1681، حكم تشارلز بدون برلمان حتى وفاته عام 1685. عندما خلف جيمس تشارلز، اتبع سياسة تقديم التسامح الديني للكاثوليك الرومان، مما أثار حفيظة العديد من رعاياه البروتستانت. عارض الكثيرون قرارات جيمس بالحفاظ على جيش دائم كبير، وتعيين الروم الكاثوليك في مناصب سياسية وعسكرية عليا، وسجن رجال دين كنيسة إنجلترا الذين تحدوا سياساته . نتيجة لذلك، دعت مجموعة من البروتستانت تعرف باسم الخالد السبعة ماري ابنة جيمس الثاني وزوجها ويليام الثالث من أورانج إلى خلع الملك. ألزم ويليام وصوله إلى إنجلترا في 5 نوفمبر 1688 لتأييد شعبي كبير. في مواجهة انشقاق العديد من مسؤوليه البروتستانت، فر جيمس من المملكة وأعلن ويليام وماري (بدلاً من ابن جيمس الثاني الكاثوليكي) ملكًا مشتركًا لإنجلترا واسكتلندا وأيرلندا.
كانت الإطاحة بجيمس، المعروفة بالثورة المجيدة، من أهم الأحداث في التطور الطويل للسلطة البرلمانية. أكد قانون الحقوق لعام 1689 السيادة البرلمانية، وأعلن أن الشعب الإنجليزي يتمتع بحقوق معينة، بما في ذلك التحرر من الضرائب المفروضة دون موافقة برلمانية. تطلب قانون الحقوق من الملوك المستقبليين أن يكونوا بروتستانت، ونص على أنه بعد أي أطفال من وليام وماري، ترث آن أخت ماري التاج. ماتت ماري بدون أطفال في 1694، تاركة وليام كملك وحيد. بحلول عام 1700، نشأت أزمة سياسية، حيث مات جميع أطفال آن، مما جعلها الفرد الوحيد المتبقي في خط الخلافة. كان البرلمان خائفًا من أن يحاول جيمس الثاني أو أنصاره، المعروفون باسم اليعاقبة، استعادة العرش. أقر البرلمان قانون التسوية 1701، الذي استبعد جيمس وعلاقاته الكاثوليكية من الخلافة وجعل أقرب علاقات وليام البروتستانتية، عائلة صوفيا، ناخبة هانوفر، تلي العرش بعد أخت زوجته آن. بعد فترة وجيزة من تمرير القانون، توفي ويليام الثالث، تاركًا التاج لآن.

### بعد أعمال الاتحاد عام 1707

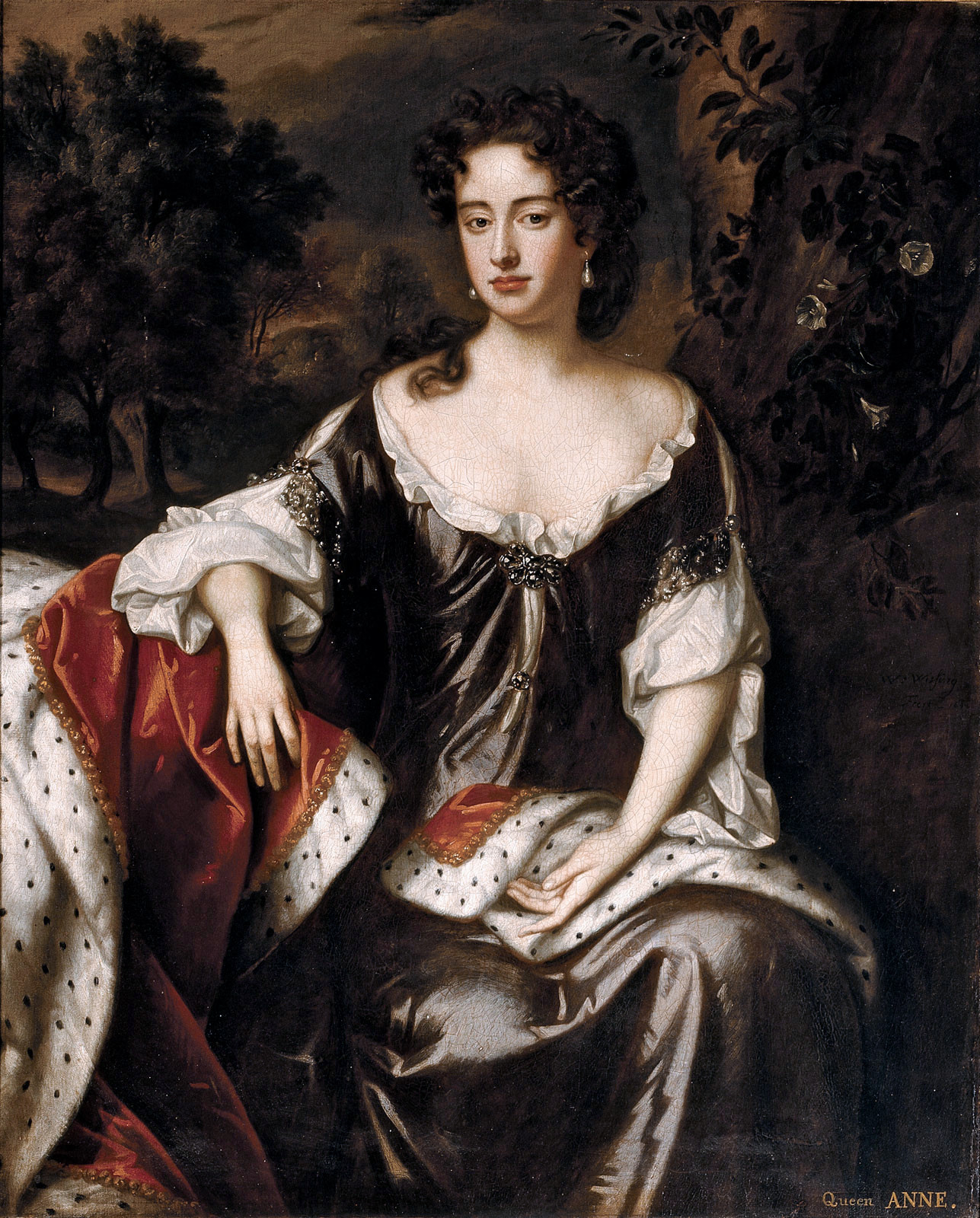
اتحدت إنجلترا واسكتلندا كبريطانيا العظمى تحت حكم الملكة آن عام 1707.

بعد انضمام آن، عادت مشكلة الخلافة للظهور. أغضب البرلمان الإسكتلندي من أن البرلمان الإنجليزي لم يستشيرهم بشأن اختيار عائلة صوفيا لورثة تاليين، وأصدر قانون الأمن 1704، مهددًا بإنهاء الاتحاد الشخصي بين إنجلترا واسكتلندا. رد البرلمان الإنجليزي بقانون الأجانب 1705، مهددًا بتدمير الاقتصاد الإسكتلندي من خلال تقييد التجارة. تفاوض البرلمان الإسكتلندي والإنجليزي على قوانين الاتحاد رقم 1707، والتي بموجبها اتحدت إنجلترا واسكتلندا في مملكة واحدة لبريطانيا العظمى، مع الخلافة بموجب القواعد المنصوص عليها في قانون التسوية.
في عام 1714، خلف الملكة آن ابن عمها الثاني، وابن صوفيا، جورج الأول، ناخب هانوفر، الذي عزز موقعه بهزيمة التمردات اليعقوبية في 1715 و1719. كان الملك الجديد أقل نشاطًا في الحكومة من العديد من أسلافه البريطانيين، لكنه احتفظ بالسيطرة على ممالكه الألمانية، التي كانت بريطانيا الآن في اتحاد شخصي معها. انتقلت السلطة إلى وزراء جورج، وخاصة السير روبرت والبول، الذي غالبًا ما يُعتبر أول رئيس وزراء بريطاني، على الرغم من أن اللقب لم يكن قيد الاستخدام في ذلك الوقت. شهد الملك التالي، جورج الثاني، النهاية النهائية للتهديد اليعقوبي في عام 1746، عندما تم هزيمة ستيوارت الكاثوليكية تمامًا. خلال فترة حكم حفيده الطويلة، جورج الثالث، فقدت المستعمرات البريطانية الأمريكية، وشكلت المستعمرات السابقة الولايات المتحدة الأمريكية، لكن النفوذ البريطاني في أماكن أخرى من العالم استمر في النمو، وتم إنشاء المملكة المتحدة لبريطانيا العظمى وأيرلندا بموجب أعمال الاتحاد 1800 .

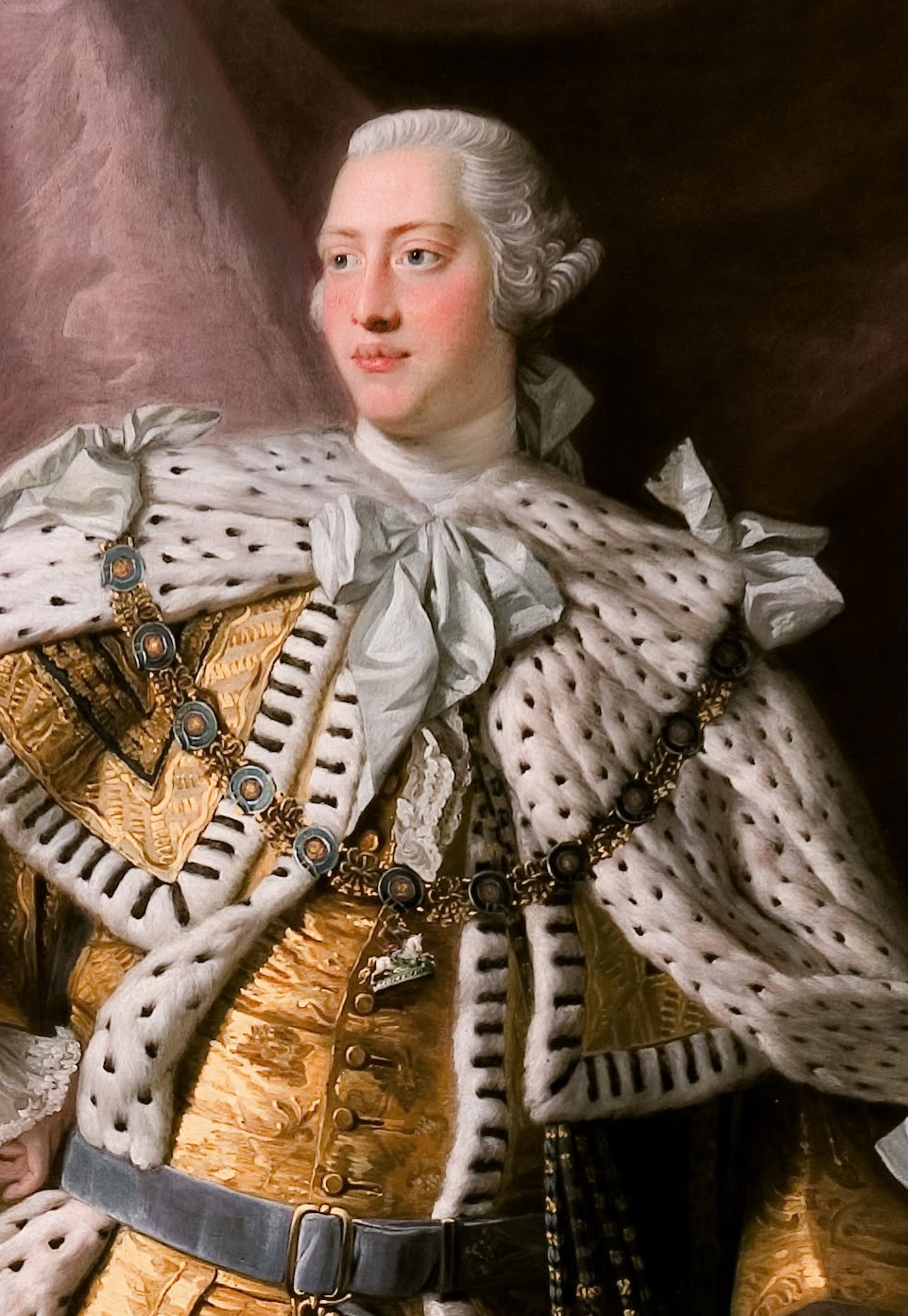
حدث اتحاد بريطانيا العظمى وأيرلندا في المملكة المتحدة عام 1801 في عهد الملك جورج الثالث.

من عام 1811 إلى عام 1820، عانى جورج الثالث من نوبة شديدة مما يُعتقد الآن أنه البورفيريا، وهو مرض جعله غير قادر على الحكم. حكم ابنه، المستقبل جورج الرابع، مكانه كأمير ريجنت . خلال ريجنسي وحكمه الخاص، وقوة النظام الملكي انخفضت، وبحلول الوقت ولا من خلفه، وليام الرابع، وكان الملك عبد الله لم يعد قادرا على التدخل بشكل فعال مع السلطة التشريعية. في عام 1834، أقال ويليام رئيس الوزراء اليميني ويليام لامب، ثاني فيكونت ملبورن، وعين المحافظ، السير روبرت بيل . لكن في الانتخابات التي تلت ذلك، خسر بيل. لم يكن لدى الملك خيار سوى استدعاء اللورد ملبورن. في عهد ويليام الرابع، تم تمرير قانون الإصلاح لعام 1832، الذي أصلح التمثيل البرلماني. جنبا إلى جنب مع الآخرين الذين تم تمريرهم في وقت لاحق من هذا القرن، أدى القانون إلى توسيع الامتياز الانتخابي وصعود مجلس العموم باعتباره الفرع الأكثر أهمية في البرلمان.
تم الانتقال النهائي إلى ملكية دستورية خلال فترة الحكم الطويلة لخليفة ويليام الرابع، فيكتوريا . كامرأة، لم تستطع فيكتوريا حكم هانوفر، التي سمحت فقط بالخلافة في سلالة الذكور، لذلك انتهى الاتحاد الشخصي للمملكة المتحدة وهانوفر. تميز العصر الفيكتوري بتغير ثقافي كبير، وتقدم تكنولوجي، وتأسيس المملكة المتحدة كواحدة من أقوى القوى في العالم. اعترافًا بالحكم البريطاني للهند، أُعلنت فيكتوريا إمبراطورة الهند عام 1876. ومع ذلك، تميز عهدها أيضًا بزيادة الدعم للحركة الجمهورية، ويرجع ذلك جزئيًا إلى الحداد الدائم لفيكتوريا وفترة العزلة الطويلة بعد وفاة زوجها في عام 1861.
أصبح ابن فيكتوريا، إدوارد السابع، أول ملك لعائلة ساكس كوبرغ وجوتا في عام 1901. في عام 1917، قام الملك التالي، جورج الخامس، بتغيير «ساكس كوبرغ وغوتا» إلى «وندسور» ردًا على التعاطف المناهض لألمانيا الذي أثارته الحرب العالمية الأولى . تميز عهد جورج الخامس بانفصال أيرلندا إلى أيرلندا الشمالية، والتي ظلت جزءًا من المملكة المتحدة، والدولة الأيرلندية الحرة، وهي دولة مستقلة، في عام 1922.

### ملكية مشتركة

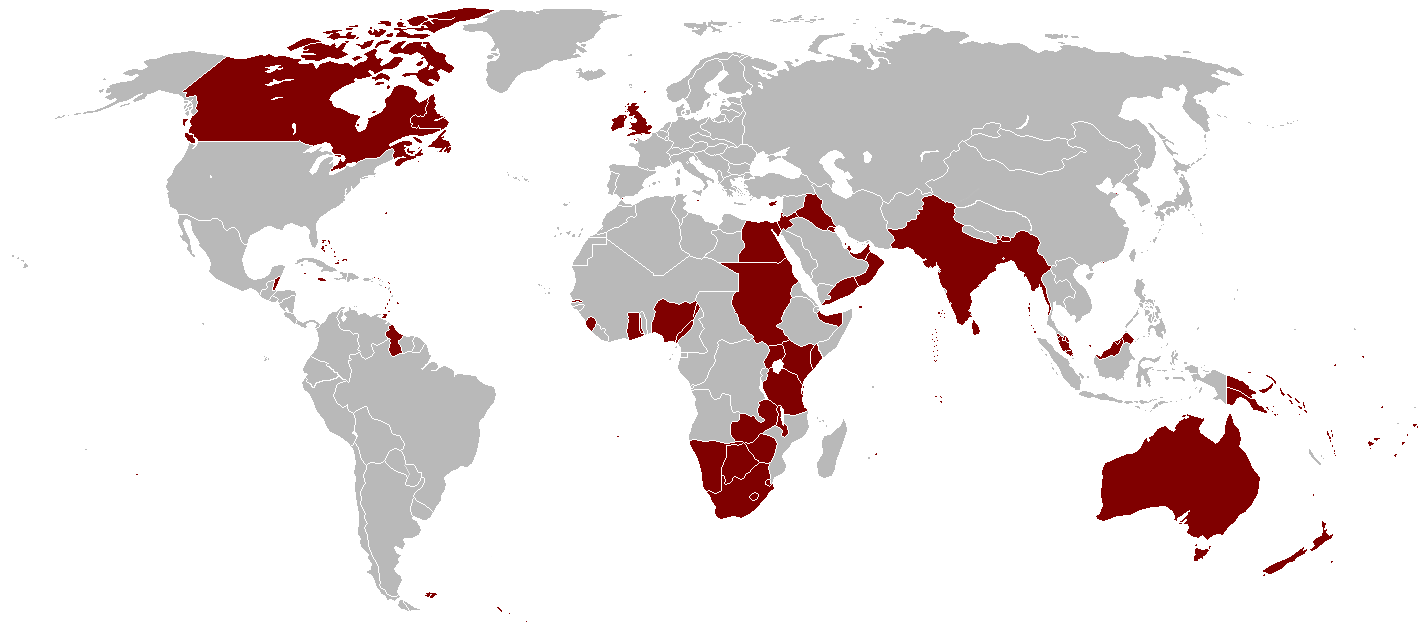
خريطة الإمبراطورية البريطانية عام 1921

عوالم الكومنولث الحالية
الأقاليم والتوابع والدول المرتبطة بالمجالات الحالية
عوالم الكومنولث السابقة والسيارات التي أصبحت الآن جمهوريات

خلال القرن العشرين، تطور كومنولث الأمم من الإمبراطورية البريطانية . قبل عام 1926، حكم التاج البريطاني جماعياً على الإمبراطورية البريطانية. كانت دومينيون ومستعمرات التاج تابعة للمملكة المتحدة. أعطى وعد بلفور لعام 1926 الحكم الذاتي الكامل للسيطرة، وخلق بشكل فعال نظامًا يعمل بموجبه ملك واحد بشكل مستقل في كل دولة مستقلة. تم تعزيز هذا المفهوم من خلال قانون وستمنستر لعام 1931،  والذي تم تشبيهه بـ «معاهدة بين دول الكومنولث».
وهكذا لم يعد النظام الملكي مؤسسة بريطانية خالصة، على الرغم من أنه لا يزال يشار إليها على أنها «بريطانية» لأسباب قانونية وتاريخية ولأسباب ملائمة. أصبح الملك بشكل منفصل ملكًا للمملكة المتحدة، وملكًا لكندا، وملكًا لأستراليا، وما إلى ذلك. تشترك الدول المستقلة داخل الكومنولث في نفس الملك في علاقة تشبه الاتحاد الشخصي .
تبع وفاة جورج الخامس في عام 1936 انضمام إدوارد الثامن، الذي تسبب في فضيحة عامة بإعلانه عن رغبته في الزواج من المطلقة الأمريكية واليس سيمبسون، على الرغم من أن الكنيسة الإنجليزية عارضت زواج المطلقات مرة أخرى. وفقًا لذلك، أعلن إدوارد عن نيته التنازل عن العرش؛ ووافقت برلمانات المملكة المتحدة ودول الكومنولث الأخرى على طلبه. تم استبعاد إدوارد الثامن وأي أطفال من زوجته الجديدة من خط الخلافة، وذهب التاج إلى أخيه جورج السادس . خدم جورج كشخصية حاشدة للشعب البريطاني خلال الحرب العالمية الثانية، وقام بزيارات لتعزيز الروح المعنوية للقوات وكذلك لمصانع الذخيرة والمناطق التي قصفتها ألمانيا النازية . في يونيو 1948 تخلى جورج السادس عن لقب إمبراطور الهند، على الرغم من بقاءه رئيسًا لدولة دومينيون الهند .
في البداية، احتفظ كل عضو في الكومنولث بنفس ملك المملكة المتحدة، ولكن عندما أصبحت دومينيون الهند جمهورية في عام 1950، لم تعد تشترك في ملكية مشتركة. وبدلاً من ذلك، تم الاعتراف بالملك البريطاني على أنه «رئيس الكومنولث» في جميع الدول الأعضاء في الكومنولث، سواء كانت دولًا أو جمهوريات. هذا المنصب احتفالي بحت، ولا يورثه العاهل البريطاني على أنه حق ولكنه منوط بشخص يختاره رؤساء حكومات الكومنولث. تُعرف الدول الأعضاء في الكومنولث التي تشترك في نفس الشخص مع الملك بشكل غير رسمي باسم عوالم الكومنولث .

### الملكية في أيرلندا
في عام 1155، أذن البابا الإنجليزي الوحيد، أدريان الرابع، للملك هنري الثاني ملك إنجلترا بالاستيلاء على أيرلندا كمنطقة إقطاعية اسمياً تحت السيادة البابوية. أراد البابا من الملك الإنجليزي ضم أيرلندا وجعل الكنيسة الأيرلندية تتماشى مع روما، على الرغم من هذه العملية الجارية بالفعل في أيرلندا بحلول عام 1155  تم إنشاء ملكية أيرلندا على جميع الجزر في عام 854 بواسطة Máel Sechnaill mac Máele Ruanaid . كان خلفه الأخير Ruaidrí Ua Conchobair، الذي أصبح ملكًا لأيرلندا في أوائل عام 1166، ونفي Diarmait Mac Murchada، ملك لينستر. طلب ديارمايت المساعدة من هنري الثاني، واكتسب مجموعة من الأرستقراطيين والمغامرين الأنجلو نورمان، بقيادة ريتشارد دي كلير، إيرل بيمبروك الثاني، لمساعدته على استعادة عرشه. نجح ديارميت وحلفاؤه الأنجلو نورمان وأصبح ملك لينستر مرة أخرى. تزوج دي كلير من ابنة ديارمايت، وعندما توفي ديارمايت عام 1171، أصبح دي كلير ملك لينستر. كان هنري خائفًا من أن يجعل دي كلير أيرلندا مملكة نورمان منافسة، لذلك استغل الثور البابوي وغزاها، مما أجبر دي كلير والأرستقراطيين الأنجلو نورمان الآخرين في أيرلندا والملوك واللوردات الأيرلنديين الرئيسيين على الاعتراف به على أنه سيدهم. .
بحلول عام 1541، انفصل الملك هنري الثامن ملك إنجلترا عن كنيسة روما وأعلن نفسه الرئيس الأعلى لكنيسة إنجلترا . أصبحت منحة البابا لأيرلندا للملك الإنجليزي باطلة، لذلك استدعى هنري اجتماعًا للبرلمان الأيرلندي لتغيير لقبه من لورد أيرلندا إلى ملك أيرلندا.
في عام 1800، ونتيجة للتمرد الأيرلندي عام 1798، دمج قانون الاتحاد مملكة بريطانيا العظمى ومملكة أيرلندا في المملكة المتحدة لبريطانيا العظمى وأيرلندا . استمرت جزيرة أيرلندا بأكملها في كونها جزءًا من المملكة المتحدة حتى عام 1922، عندما حصلت ما يعرف الآن بجمهورية أيرلندا على استقلالها كدولة إيرلندية حرة، وهي دومينيون منفصل داخل الكومنولث. تم تغيير اسم الدولة الأيرلندية الحرة إلى إيير (أو «أيرلندا») في عام 1937، وفي عام 1949 أعلنت نفسها جمهورية، وتركت الكومنولث وقطعت جميع العلاقات مع النظام الملكي. ظلت أيرلندا الشمالية داخل الاتحاد. في عام 1927، غيرت المملكة المتحدة اسمها إلى المملكة المتحدة لبريطانيا العظمى وأيرلندا الشمالية، في حين أصبح أسلوب الملك على مدى العشرين عامًا التالية «لبريطانيا العظمى وأيرلندا ودومينيون ما وراء البحار، الملك، المدافع عن الإيمان إمبراطور الهند».

### الوضع الحديث
في التسعينيات، نمت الجمهورية في المملكة المتحدة، جزئيًا بسبب الدعاية السلبية المرتبطة بالعائلة المالكة (على سبيل المثال، فور وفاة ديانا، أميرة ويلز). ومع ذلك، أظهرت استطلاعات الرأي من 2002 إلى 2007 أن حوالي 70-80٪ من الجمهور البريطاني يؤيد استمرار الملكية. ظل هذا الدعم ثابتًا منذ ذلك الحين - وفقًا لاستطلاع عام 2018، لا يزال غالبية الجمهور البريطاني في جميع الفئات العمرية يدعم استمرار النظام الملكي.

## الدور الديني
صاحب السيادة هو الحاكم الأعلى ل تأسيس كنيسة إنجلترا . يتم تعيين الأساقفة والأساقفة من قبل الملك، بناءً على نصيحة رئيس الوزراء، الذي يختار المعين من قائمة المرشحين التي تعدها لجنة الكنيسة. دور التاج في كنيسة إنجلترا هو دور اسمي. أكبر رجال الدين، رئيس أساقفة كانتربري، هو الزعيم الروحي للكنيسة والشركة الأنجليكانية في جميع أنحاء العالم. يقسم الملك على الحفاظ على كنيسة اسكتلندا ويمتلك سلطة تعيين المفوض السامي للكنيسة في الجمعية العامة للكنيسة، ولكن بخلاف ذلك لا يلعب أي دور في حكمها، ولا يمارس أي سلطة عليها. لا يلعب الملك دورًا رسميًا في الكنيسة غير الرسمية في ويلز أو كنيسة أيرلندا .

## الخلافة

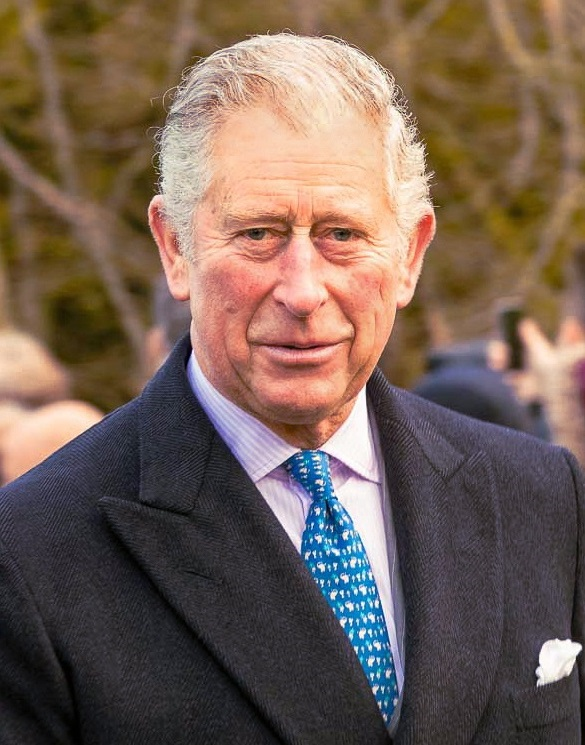
الملك تشارلز

العلاقة بين عوالم الكومنولث هي أن أي تغيير في القوانين التي تحكم خلافة العرش المشترك يتطلب موافقة بالإجماع من جميع العوالم. تخضع الخلافة لقوانين مثل وثيقة الحقوق 1689، وقانون التسوية 1701، وقوانين الاتحاد 1707 . لا يجوز تغيير قواعد الخلافة إلا بموجب قانون صادر عن البرلمان؛ لا يمكن للفرد أن يتنازل عن حقه في الخلافة. يقيد قانون التسوية الخلافة على أحفاد البروتستانت الشرعيين لصوفيا هانوفر (1630-1714)، حفيدة جيمس الأول .
عند وفاة أحد السيادة، ينجح وريثهم على الفور وبشكل تلقائي (ومن هنا جاءت عبارة «مات الملك، عاش الملك!»)، ويعلن انضمام الحاكم الجديد علنًا من قبل مجلس الانضمام الذي يجتمع في سانت جيمس. قصر . عند انضمامهم، يُطلب من صاحب السيادة الجديد بموجب القانون إجراء العديد من القسم والاشتراك فيه: إعلان الانضمام كما هو مطلوب أولاً بموجب شرعة الحقوق، والقسم بأنهم سوف «يحافظون ويحافظون» على تسوية كنيسة اسكتلندا كما هو مطلوب بموجب قانون الاتحاد. عادة ما يتوج الملك في وستمنستر أبي، عادة من قبل رئيس أساقفة كانتربري. التتويج ليس ضروريًا لحكم صاحب السيادة ؛ في الواقع، يتم الاحتفال عادةً بعد عدة أشهر من الانضمام لإتاحة وقت كافٍ للتحضير وفترة الحداد.
عندما يتولى الفرد العرش، من المتوقع أن يحكموا حتى الموت. كان التنازل الطوعي الوحيد، وهو تنازل إدوارد الثامن، عن العرش بموجب قانون خاص صادر عن البرلمان، إعلان جلالة الملك عن التنازل عن العرش لعام 1936 . كان آخر ملوك تمت إزالته قسريًا من السلطة هو جيمس السابع والثاني، الذي فر إلى المنفى عام 1688 أثناء الثورة المجيدة .

### القيود حسب الجنس والدين
كانت الخلافة محكومة إلى حد كبير من خلال تفضيل الذكور، حيث يرث الأبناء قبل البنات، ويرث الأبناء الأكبر سنًا قبل الأصغر من نفس الجنس. أعلن رئيس الوزراء البريطاني، ديفيد كاميرون، في اجتماع رؤساء حكومات الكومنولث 2011 أن جميع عوالم الكومنولث الستة عشر، بما في ذلك المملكة المتحدة، قد وافقت على إلغاء قاعدة التفضيل بين الجنسين لأي شخص ولد بعد تاريخ الاجتماع، 28 أكتوبر 2011 . كما اتفقوا على أنه لن يتم منع الملوك المستقبليين من الزواج من روم كاثوليكي - وهو قانون يرجع تاريخه إلى قانون التسوية 1701. ومع ذلك، نظرًا لأن الملك هو أيضًا الحاكم الأعلى لكنيسة إنجلترا، فإن القوانين التي تقصر العرش على البروتستانت تظل قائمة. حصل التشريع البريطاني الضروري لإجراء التغييرات على الموافقة الملكية في 25 أبريل 2013 ودخل حيز التنفيذ في مارس 2015 بعد الموافقة على التشريع المكافئ في جميع عوالم الكومنولث الأخرى.
على الرغم من أن الكاثوليك ممنوعون من النجاح ويعتبرون «أمواتًا بشكل طبيعي» لأغراض الخلافة، فإن التجريد لا يشمل أحفاد الفرد البروتستانت الشرعيين.

### مجلس الوصاية على العرش
تسمح قوانين الوصاية بالوصايا في حالة وجود ملك قاصر أو عاجز جسديًا أو عقليًا. عندما يكون الوصاية ضروريًا، فإن الفرد المؤهل التالي في خط الخلافة يصبح تلقائيًا وصيًا على العرش، ما لم يكن هو نفسه قاصرًا أو عاجزًا. تم وضع أحكام خاصة للملكة إليزابيث الثانية بموجب قانون الوصاية لعام 1953، والذي نص على أن دوق إدنبرة (زوج الملكة) يمكن أن يتصرف كوصي في هذه الظروف. منذ بلوغه سن الرشد (في نوفمبر 1966)، كان تشارلز، أمير ويلز، أول من يصطف على العرش.
أثناء حالة العجز الجسدي المؤقت أو الغياب عن المملكة، يجوز للملك أن يفوض مؤقتًا بعض وظائفه أو وظائفها إلى مستشاري الدولة، وزوج الملك، وأول أربعة بالغين في خط الخلافة. مستشارو الدولة الحاليون هم: دوق إدنبرة وأمير ويلز ودوق كامبريدج ودوق ساسكس ودوق يورك .

### المالية
حتى عام 1760، تحمل الملك جميع النفقات الرسمية من الإيرادات الوراثية، والتي تضمنت أرباح شركة Crown Estate (محفظة الممتلكات الملكية). وافق الملك جورج الثالث على التنازل عن العائدات الوراثية للتاج مقابل القائمة المدنية، واستمر هذا الترتيب حتى عام 2012. منحة سنوية للخدمات العقارية تُدفع مقابل صيانة المساكن الملكية، ومكافأة سنوية من Royal Travel Grant-in-Aid تُدفع مقابل السفر. غطت القائمة المدنية معظم النفقات، بما في ذلك تكاليف التوظيف، وزيارات الدولة، والمشاركة العامة، والترفيه الرسمي. تم تحديد حجمها من قبل البرلمان كل 10 سنوات ؛ تم ترحيل أي أموال تم توفيرها إلى فترة العشر سنوات التالية. من عام 2012 حتى عام 2020، سيتم استبدال القائمة المدنية والمنح في المساعدة بمنحة سيادية واحدة، والتي سيتم تحديدها بنسبة 15 ٪ من الإيرادات الناتجة عن شركة كراون العقارية.
The Crown Estate (كراون العقارية) هي واحدة من أكبر المحافظ العقارية في المملكة المتحدة، بحيازات تبلغ 7.3 مليار جنيه إسترليني في عام 2011. يتم الاحتفاظ بها في أمانة، ولا يمكن بيعها أو امتلاكها من قبل السيادة بصفتها الخاصة. في العصر الحديث، تجاوزت الأرباح التي تم تسليمها من ملكية التاج إلى الخزانة القائمة المدنية والمنح في المعونة. على سبيل المثال، أنتجت شركة كراون ستايت 200 مليون جنيه إسترليني في السنة المالية 2007-8، في حين أن التمويل البرلماني المعلن للعاهل كان 40 مليون جنيهًا إسترلينيًا خلال نفس الفترة.
مثل Crown Estate، أراضي وأصول دوقية لانكستر، وهي محفظة عقارية تقدر قيمتها بـ 383 مليون جنيه إسترليني في عام 2011،  محتفظون به في أمانة. تشكل عائدات الدوقية جزءًا من محفظة الملكية الخاصة، وتُستخدم للنفقات التي لا تتحملها المنح البرلمانية. دوقية كورنوال هي ملكية مماثلة محتفظ بها في أمانة لتغطية نفقات الابن الأكبر للملك. المجموعة الملكية، التي تضم أعمالًا فنية وجواهر التاج، ليست مملوكة للملك شخصيًا وهي محفوظة في أمانة،  مثل القصور المحتلة في المملكة المتحدة مثل قصر باكنغهام وقلعة وندسور .
تخضع الدولة للضرائب غير المباشرة مثل ضريبة القيمة المضافة، ومنذ عام 1993 تدفع الملكة ضريبة الدخل وضريبة الأرباح الرأسمالية على الدخل الشخصي. لا تُعامل المنح البرلمانية للسيادة كدخل لأنها مخصصة للنفقات الرسمية فقط. ويقدر الجمهوريون أن التكلفة الحقيقية للنظام الملكي، بما في ذلك الأمن والدخل المحتمل الذي لا تطالب به الدولة، مثل أرباح دوقية لانكستر وكورنوال وإيجار قصر باكنغهام وقلعة وندسور، تبلغ 334 مليون جنيه إسترليني سنويًا.
تختلف تقديرات ثروة الملكة، اعتمادًا على ما إذا كانت الأصول المملوكة لها شخصيًا أو المملوكة للأمة مدرجة. قدرت مجلة فوربس ثروتها بمبلغ 450 مليون دولارًا أمريكيًا في عام 2010،  ولكن لا يوجد رقم رسمي متاح. في عام 1993، قال اللورد تشامبرلين إن التقديرات تبلغ 100 مليون جنيه إسترليني كانت «مبالغا فيها بشكل كبير». قدرت جوك كولفيل، التي كانت سكرتيرتها الخاصة السابقة ومديرة مصرفها، كوتس، ثروتها في عام 1971 بمليوني جنيه إسترليني  (أي ما يعادل حوالي 28 مليون جنيهًا إسترلينيًا) اليوم ).

### قصور

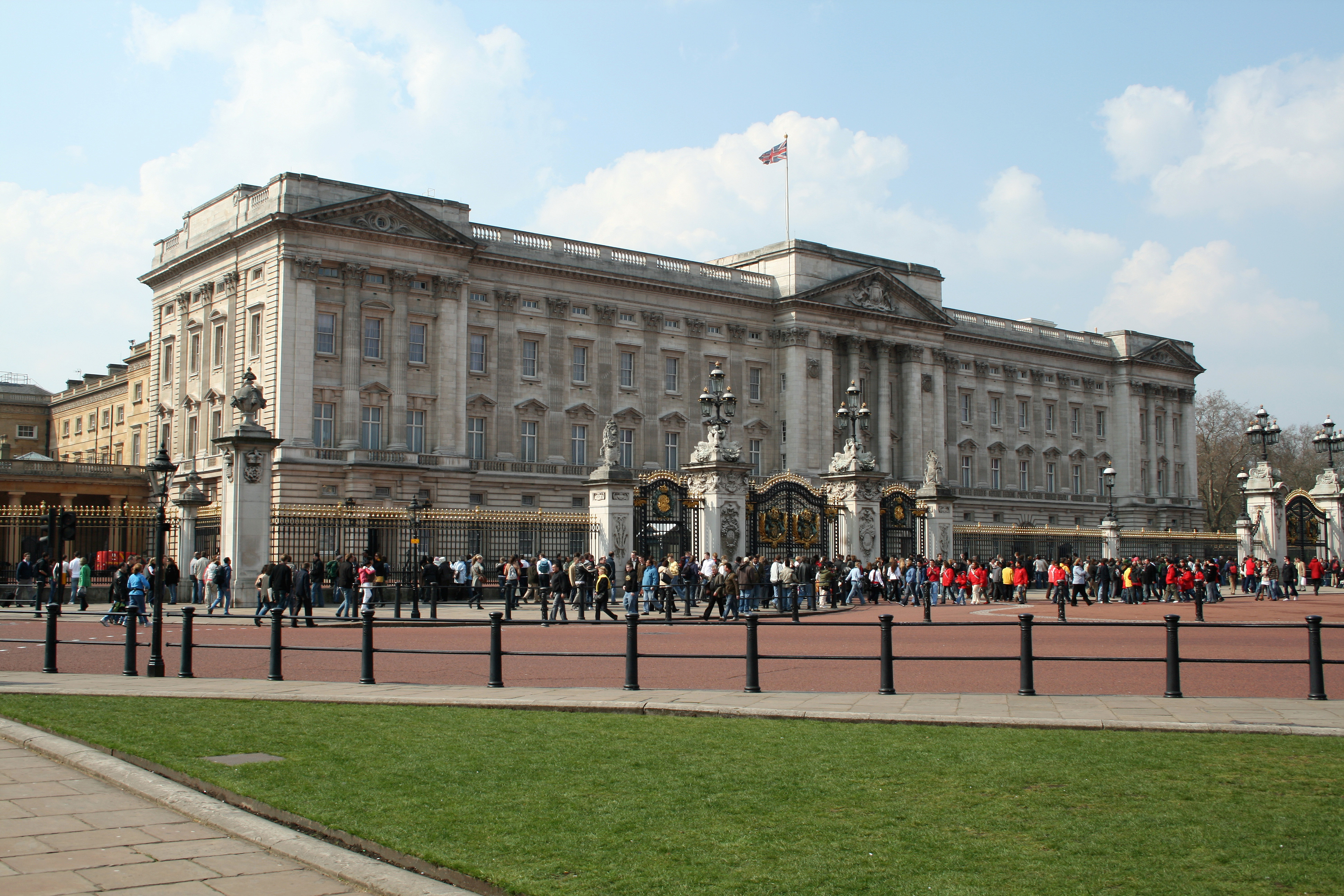
قصر باكنغهام، المقر الرئيسي للملك

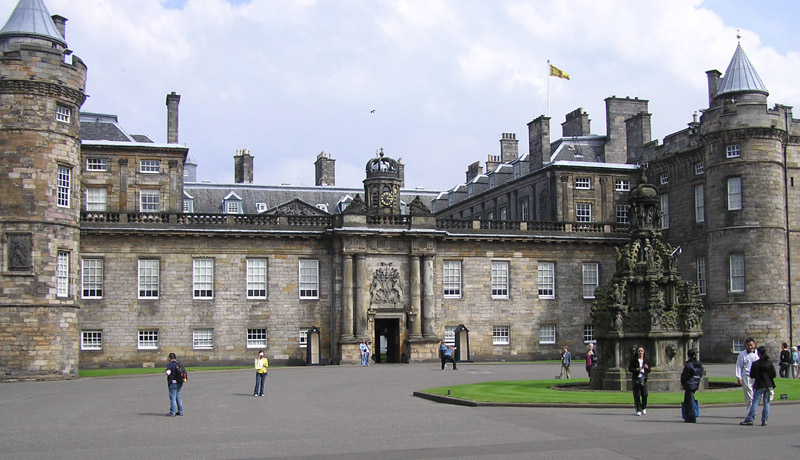
قصر هوليرود، المقر الرسمي الاسكتلندي للملك

المقر الرسمي للملك في لندن هو قصر باكنغهام . إنه موقع معظم مآدب الدولة، والاستثمارات، وحفلات التعميد الملكية وغيرها من الاحتفالات. مكان إقامة رسمي آخر هو قلعة وندسور، وهي أكبر قلعة محتلة في العالم،  والتي تُستخدم بشكل أساسي في عطلات نهاية الأسبوع وعيد الفصح وأثناء رويال أسكوت، وهو اجتماع سباق سنوي يعد جزءًا من التقويم الاجتماعي . المقر الرسمي للملك في اسكتلندا هو قصر هوليرود هاوس في إدنبرة . يبقى الملك في هوليرود لمدة أسبوع واحد على الأقل كل عام، وعند زيارة اسكتلندا في المناسبات الرسمية.
تاريخياً، كان قصر وستمنستر وبرج لندن المقران الرئيسيان للسيادة الإنجليزية حتى استحوذ هنري الثامن على قصر وايتهول . تم تدمير وايتهول بنيران عام 1698، مما أدى إلى التحول إلى قصر سانت جيمس . على الرغم من استبدال قصر باكنغهام كمقر إقامة رئيسي للعاهل في لندن عام 1837، إلا أن قصر سانت جيمس لا يزال القصر الرئيسي  ويظل المقر الملكي الرسمي. على سبيل المثال، يتم اعتماد السفراء الأجانب لدى محكمة سانت جيمس،  والقصر هو موقع اجتماع مجلس الانضمام . يتم استخدامه أيضًا من قبل أعضاء آخرين في العائلة المالكة.
تشمل المساكن الأخرى كلارنس هاوس وقصر كنسينغتون . القصور ملك للتاج. إنهم مؤتمنون على حكام المستقبل، ولا يمكن أن يبيعهم الملك. منزل ساندرينجهام في نورفولك وقلعة بالمورال في أبردينشاير مملوكان للقطاع الخاص من قبل الملكة.

## أسلوب
اللقب والأسلوب الكامل للملك الحالي هو «إليزابيث الثانية، بفضل الله، ملكة المملكة المتحدة لبريطانيا العظمى وأيرلندا الشمالية وملكة الممالك والأقاليم الأخرى، ورئيس الكومنولث، والمدافعة عن الإيمان». تحمل الملكة لقب «رئيس الكومنولث» شخصيًا، ولا يُمنح للتاج البريطاني. منح البابا ليو العاشر لقب «المدافع عن الإيمان» للملك هنري الثامن لأول مرة في عام 1521، ومكافأته على دعمه للبابوية خلال السنوات الأولى للإصلاح البروتستانتي، وخاصة بالنسبة لكتابه الدفاع عن الأسرار السبعة . بعد انفصال هنري عن الكنيسة الرومانية، ألغى البابا بولس الثالث المنحة، لكن البرلمان أقر قانونًا يصرح باستمرار استخدامها.
يُعرف الحاكم باسم «صاحب الجلالة» أو «صاحبة الجلالة». يظهر شكل «الجلالة البريطانية» في المعاهدات الدولية وعلى جوازات السفر للتمييز بين العاهل البريطاني والحكام الأجانب. يختار الملك اسمه أو اسمها، وليس بالضرورة اسمه الأول - لم يستخدم جورج السادس وإدوارد السابع وفيكتوريا أسمائهم الأولى.
إذا استخدم ملك واحد فقط اسمًا معينًا، فلا يتم استخدام ترتيبي؛ على سبيل المثال، لا تُعرف الملكة فيكتوريا باسم «فيكتوريا الأولى»، ولا تُستخدم الأحرف الترتيبية للملوك الإنجليز الذين حكموا قبل الغزو النورماندي لإنجلترا. أثيرت مسألة ما إذا كان ترقيم الملوك البريطانيين على أساس الملوك الإنجليز أو الاسكتلنديين السابقين في عام 1953 عندما طعن القوميون الاسكتلنديون في استخدام الملكة لـ «إليزابيث الثانية»، على أساس أنه لم تكن هناك «إليزابيث الأولى» في اسكتلندا. في قضية MacCormick ضد Lord Advocate، حكمت المحكمة الاسكتلندية بالجلسة ضد المدعين، ووجدت أن لقب الملكة كان مسألة تختارها وامتيازًا لها. أخبر وزير الداخلية مجلس العموم أن الملوك منذ قانون الاتحاد قد استخدموا باستمرار الترتيبات الإنجليزية والاسكتلندية الأعلى، والتي كانت في الحالات الأربع المطبقة هي الترتيبية الإنجليزية. وأكد رئيس الوزراء هذه الممارسة، لكنه أشار إلى أنه «لا يمكن للملكة ولا مستشاريها السعي لإلزام من يخلفهم». سيطبق ملوك المستقبل هذه السياسة.

## أسلحة
شعار النبالة الملكي للمملكة المتحدة هو «الحارس الفصلية، الأول والرابع، جولز الثلاثة، الحارس المارة باللون الباهت أو [لإنجلترا] ؛ الثاني أو الأسد المنتشر داخل نبتة الزهرة المزدوجة Gules [لاسكتلندا] ؛ III أزور قيثارة أو أرجنت وترية [لأيرلندا]». الداعمون هم الأسد ووحيد القرن . الشعار هو «Dieu et mon droit» (بالفرنسية: "God and my Right"). تحاصر الدرع تمثيل ل الرباط تحمل شعار أجل الشهم الذي يحمل نفس الاسم. " Honi soit qui mal y pense ". (الفرنسية القديمة: «عار على من يفكر في شرها»). في اسكتلندا، يستخدم الملك شكلاً بديلاً من الأسلحة حيث يمثل الربعان الأول والرابع اسكتلندا، وإنجلترا الثانية، وأيرلندا الثالثة. الشعارات هي "In Defens" (شكل مختصر للاسكتلنديين «In My Defens God Me Defend») وشعار وسام الشوك، " Nemo me impune lacessit " (لاتيني: «لا أحد يستفزني دون عقاب»)؛ المؤيدون هم وحيد القرن والأسد، الذين يدعمون كل من الشعار والرماح، والتي ترفع منها أعلام اسكتلندا وإنجلترا .

شعار النبالة لإليزابيث الثانية في المملكة المتحدة. التصميم، قيد الاستخدام منذ انضمام الملكة فيكتوريا عام 1837، يظهر ذراعي إنجلترا في الربعين الأول والرابع واسكتلندا في الربع الثاني وأيرلندا في الربع الثالث. في اسكتلندا، يتم استخدام نسخة منفصلة (تظهر على اليمين) حيث يكون لأسلحة اسكتلندا الأسبقية.

العلم الرسمي للملك في المملكة المتحدة هو المعيار الملكي، الذي يصور الأسلحة الملكية في شكل لافتة . يتم نقلها فقط من المباني والسفن والمركبات التي يوجد فيها الملك. لا يتم نقل المعيار الملكي أبدًا إلى نصف الصاري لأنه يوجد دائمًا صاحب سيادة: عندما يموت شخص ما، يصبح خليفته أو خلفها هو الحاكم على الفور.
- المعيار الملكي للمملكة المتحدة: العلم الرسمي للملك
- المعيار الملكي للمملكة المتحدة كما هو مستخدم في اسكتلندا

عندما لا يكون الملك مقيمًا، يتم نقل علم الاتحاد في قصر باكنغهام وقلعة وندسور وساندرينجهام هاوس، بينما في اسكتلندا يتم نقل Royal Standard of Scotland في قصر هوليرود وقلعة بالمورال .
- علم الاتحاد للمملكة المتحدة
- المعيار الملكي لاسكتلندا